# Altmarkt (Dresden)
Der Altmarkt ist der älteste Platz Dresdens. Der mit der Stadtgründung planmäßig angelegte Marktplatz wurde 1370 erstmals als circulus erwähnt. In späteren Urkunden wurde er 1400 als margt, 1410 als ring und 1452 als forum bezeichnet. Ihm direkt benachbart ist die Kreuzkirche, das über Jahrhunderte bedeutendste sakrale Bauwerk der Stadt. Nachdem um 1550 durch eine erste Stadterweiterung ein neuer Markt entstanden war, der Neumarkt an der Frauenkirche, führte der große, zentrale Platz den Namen der Alte Markt oder kurz Altmarkt. Zusammen mit dem Neumarkt ist er heute einer der wichtigsten Plätze der Stadt. Überregional bekannt ist der Altmarkt vor allem als Schauplatz des jährlichen Striezelmarkts, eines der ältesten Weihnachtsmärkte der Welt, der seit 1434 ausgerichtet wird.
Im Zweiten Weltkrieg wurde ein Großteil der historischen Bebauung am Altmarkt vernichtet. Einzig die Kreuzkirche wurde rekonstruiert. Der Neuaufbau der West- und Ostseite sowie daran angrenzender Quartiere erfolgte in den 1950er Jahren nach den 16 Grundsätzen des Städtebaus in einem das „Kulturerbe fortführenden Baustil“, der sich an das barocke Stadtbild Dresdens anlehnt. An der Nordseite errichtete man entgegen diesen Plänen einen modernistischen Solitärbau, den Kulturpalast. Nach dem Ende der DDR wurde ab 1990 die Südseite des Platzes mit zwei stilistisch lose an die Nachbarbauten angepassten Bauwerken geschlossen. Der komplette Belag und die Stadtmöbel des Altmarktes wurden bis 2009 umgestaltet.

## Geschichte: Anfänge bis 19. Jahrhundert

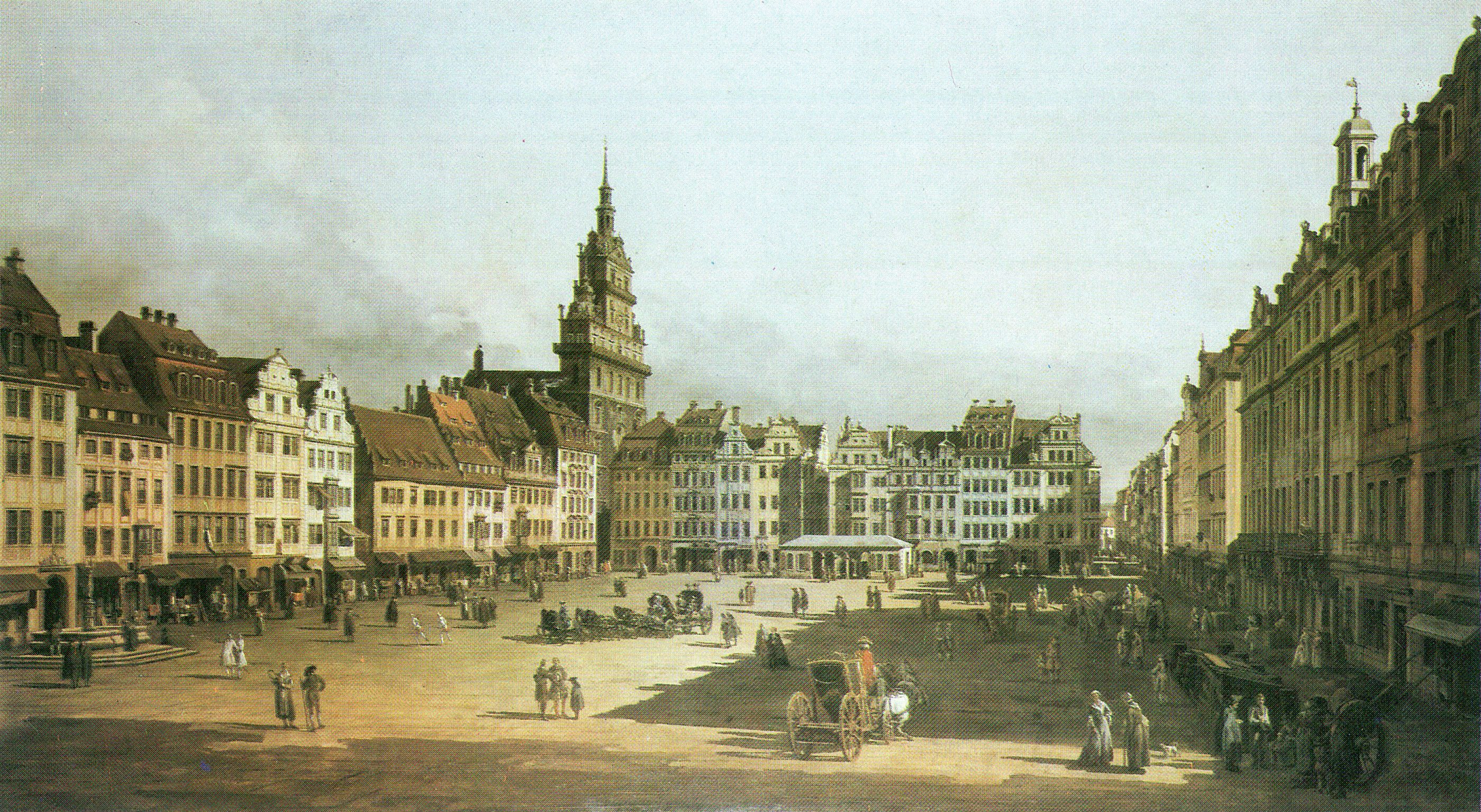
Der Altmarkt auf einem Gemälde von Bernardo Bellotto (Canaletto) 1752.

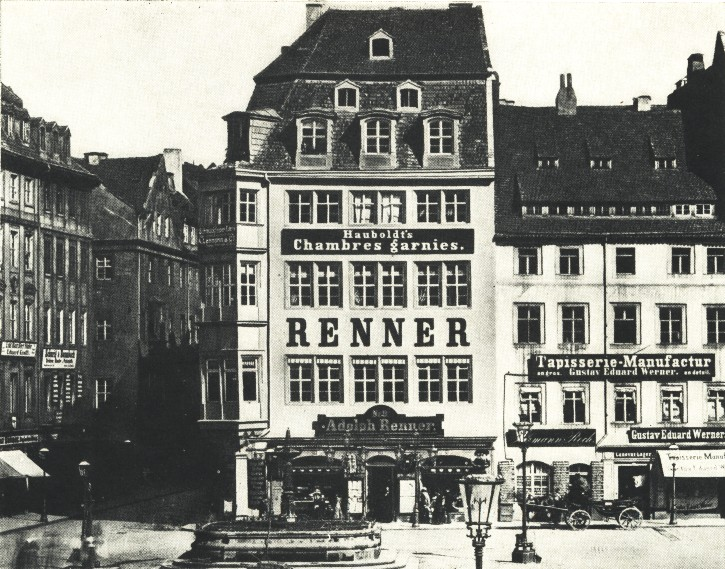
Der Justitia-Brunnen vor dem Kaufhaus Renner (bis 1945 das größte Kaufhaus Dresdens). Fotografie um 1885.

Der etwa 1,3 ha (ca. 130 × 100 m) große rechteckige Platz lag zentral innerhalb des mittelalterlichen Stadtgebiets. Er war umgeben von einem nahezu orthogonalen Netz von Straßen, welches die Stadt in Wohnquartiere gliederte. An seiner Nordwestecke mündeten als wichtigste Verkehrswege die Wilsdruffer Gasse von Westen und die Elbgasse (die spätere Schloßstraße) von Norden ein. An der Süd- und Westseite des Marktplatzes floss bis ins 18. Jahrhundert in einem unbedeckten Gerinne von der Kreuzgasse kommend ein künstlicher Arm der Kaitzbach zur Elbe. Er diente in erster Linie zu Feuerlöschzwecken, später auch zu Gewerbe- und Reinigungszwecken.
1380 wird erstmals ein Rathaus in Dresden erwähnt. Dabei handelte es sich um einen freistehenden Bau von ca. 31 m Länge und mindestens 20 m Breite, der in der nördlichen Hälfte des Platzes stand. Das Gebäude ist aus dem Kaufhaus der Tuchmacherinnung hervorgegangen. Dieses Kaufhaus wurde bereits 1295 erstmals erwähnt.
Um die Wende vom 14. zum 15. Jahrhundert ist der Bau umfänglich erweitert worden, u. a. wurde an den Südflügel des zweischiffigen Gebäudes im Osten die gotische Rathauskapelle angebaut. Zu weiteren Um- und Erweiterungsbauten kam es im Verlauf des 15. und in der zweiten Hälfte des 16. Jahrhunderts. Ab dem 16. bis zur Mitte des 18. Jahrhunderts diente der Altmarkt dem kurfürstlichen Hof auch für Festlichkeiten und höfische Spiele, wobei das Rathaus zunehmend als störend empfunden wurde. Deshalb ist es im Jahre 1707 nach langjährigem Widerstand des Rates auf Initiative des Kurfürsten Friedrich August I. abgetragen worden.
Der Markt wurde begrenzt von den Häusern der Bürger, die hier auf repräsentativen Grundstücken Gebäude errichtet hatten, die Platz für Wohn-, Verkaufs- und Lagerraum boten. Die während des späten Mittelalters errichteten Holz- und Fachwerkbauten sind seit der Renaissance zunehmend durch reine Steinbauten ersetzt worden. Dies geschah auch auf Initiative des Stadtherren, der die Gefahr großer Stadtbrände, wie 1491 geschehen, einschränken wollte.
In der nordöstlichen Ecke des Marktes befand sich seit 1478 ein großer hölzerner Röhrtrog, an dessen Stelle 1653 ein steinerner Wassertrog trat. Diesen versah Christoph Abraham Walther mit der Figur der Justitia, weshalb sich der Name Justitia-Brunnen einbürgerte. Der Brunnen wurde 1749 erneuert, 1888 trug man ihn ab.
Zur Erinnerung an den Deutsch-Französischen Krieg von 1870/71 errichtete man 1880 ein Siegesdenkmal an zentraler Stelle des Marktes. Geschaffen wurde das Denkmal von Robert Henze. Es zeigte eine auf einem Sockel stehende, über vier Meter hohe Statue der Germania. Diese stützte sich mit der linken Hand auf ein Schild mit dem deutschen Reichsadler, in der rechten Hand hielt sie die lorbeergeschmückte Reichsfahne. Am Sockel des Germaniadenkmals waren vier allegorische Figuren angebracht, die Wehrkraft, Frieden, Wissenschaft und Religion darstellten. Zwischen den Figuren befanden sich Tafeln mit den Namen kriegsgefallener Dresdner Bürger.
Das Denkmal war am Vorabend des Sedantages, am 1. September 1880, eingeweiht worden, es wurde bei den Bombenangriffen 1945 beschädigt und im Juni 1949 abgebrochen. Ab 1943 befand sich rund um das Denkmal ein großer Löschwasserteich, in welchem in der Bombennacht im Februar 1945 zahlreiche Menschen Rettung suchten aber wegen der unvorstellbaren Hitze den Tod fanden.

## Markante Bauten des 18. bis 20. Jahrhunderts

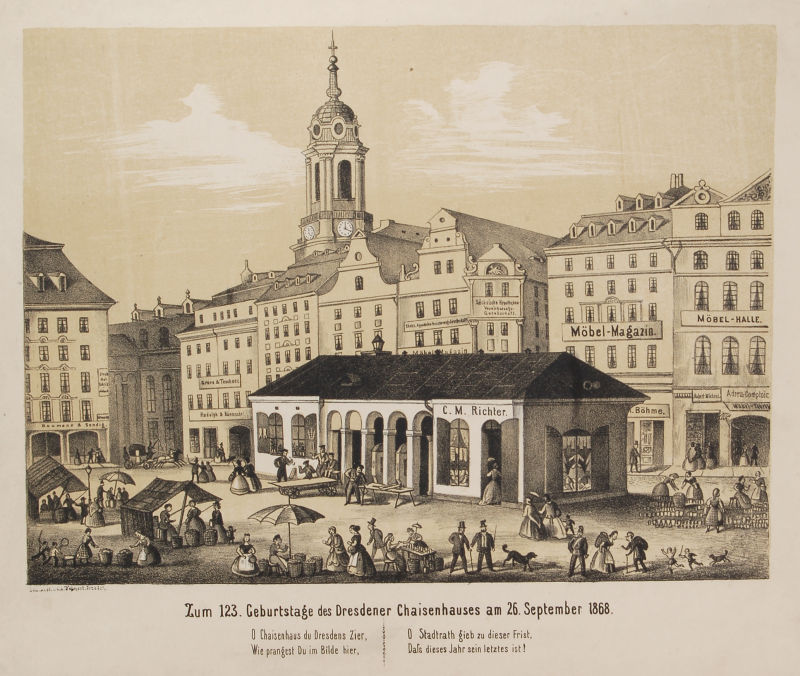
Chaisenhaus

Außer dem alten Rathaus standen nie feste Gebäude auf dem Markt, mit Ausnahme des Chaisenhauses und des Rehfeldhauses, zwei pavillonartige Bauten. Ersteres befand sich seit 1746 auf der Südseite des Marktes vor der Einmündung der Schreibergasse. Hier hatten die Sänftenträger der Stadt ihr Quartier, das Gebäude wurde 1878 abgerissen.
Das Rehfeldhaus, benannt nach dessen Erbauer Albert Rehfeld, stand ab 1926 auf der Nordseite des Marktes gegenüber dem Café Central und wurde 1945 zerstört. Es diente dem Dresdner Verkehrsverein als Geschäftsstelle, unter anderem wurden hier Karten für Veranstaltungen verkauft, auch Reisen konnte man hier buchen. Daneben unterhielt auch Pfunds Molkerei wie an vielen Stellen der Stadt im Rehfeldhaus Geschäftsräume.
Die den Markt begrenzenden mehrgeschossigen Bauten der Renaissance mit ihren reich verzierten Giebeln erfuhren teilweise im Barock, vor allem aber im ausgehenden 19. und beginnenden 20. Jahrhundert Umbauten, wobei ganze Parzellen vollständig neu gestaltet wurden. Alle Gebäude fielen den Luftangriffen auf Dresden am 13. Februar 1945 zum Opfer und wurden später abgetragen.

### Löwenapotheke

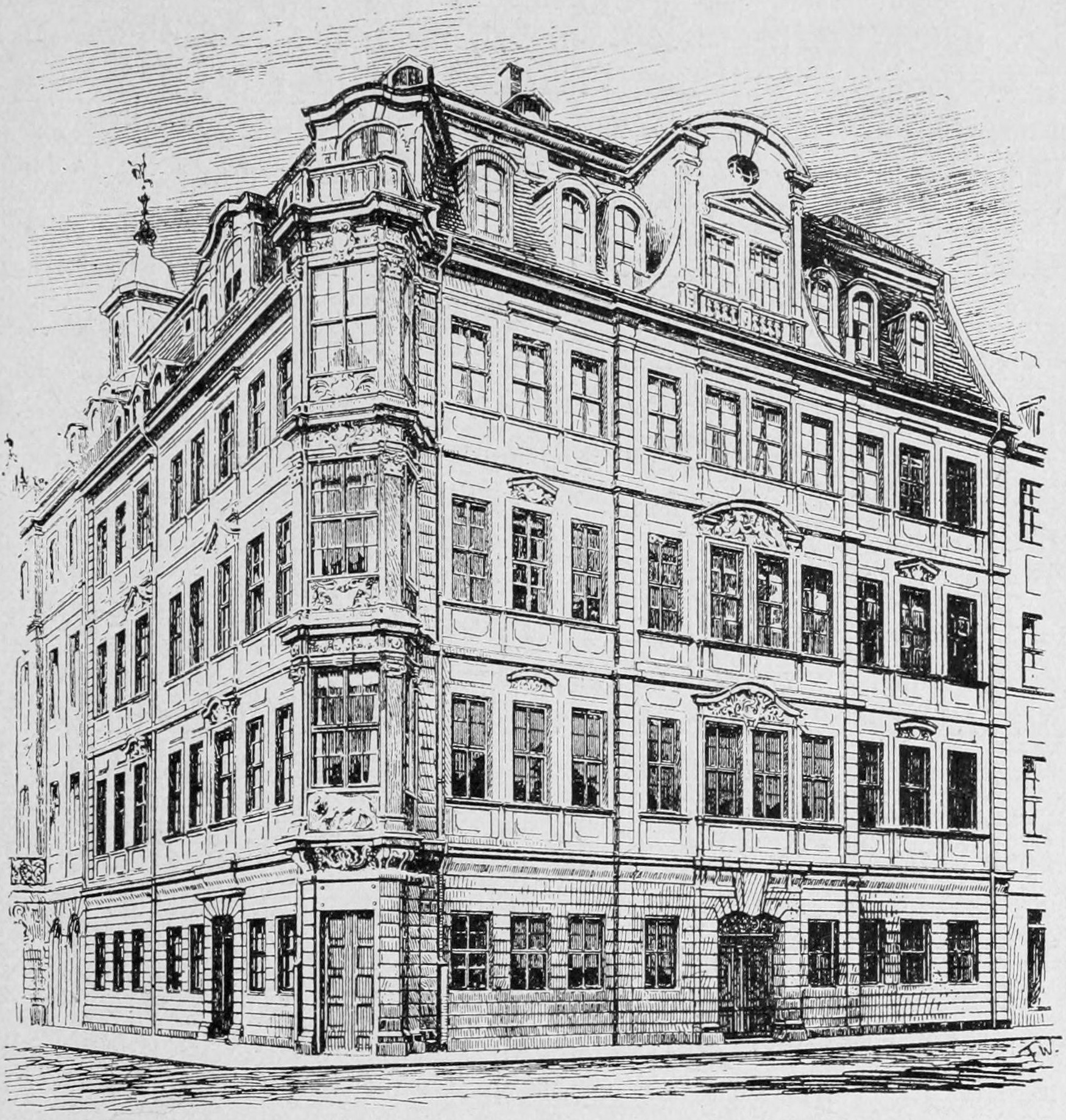
Wilsdruffer Straße 1 mit Löwenapotheke (1909)

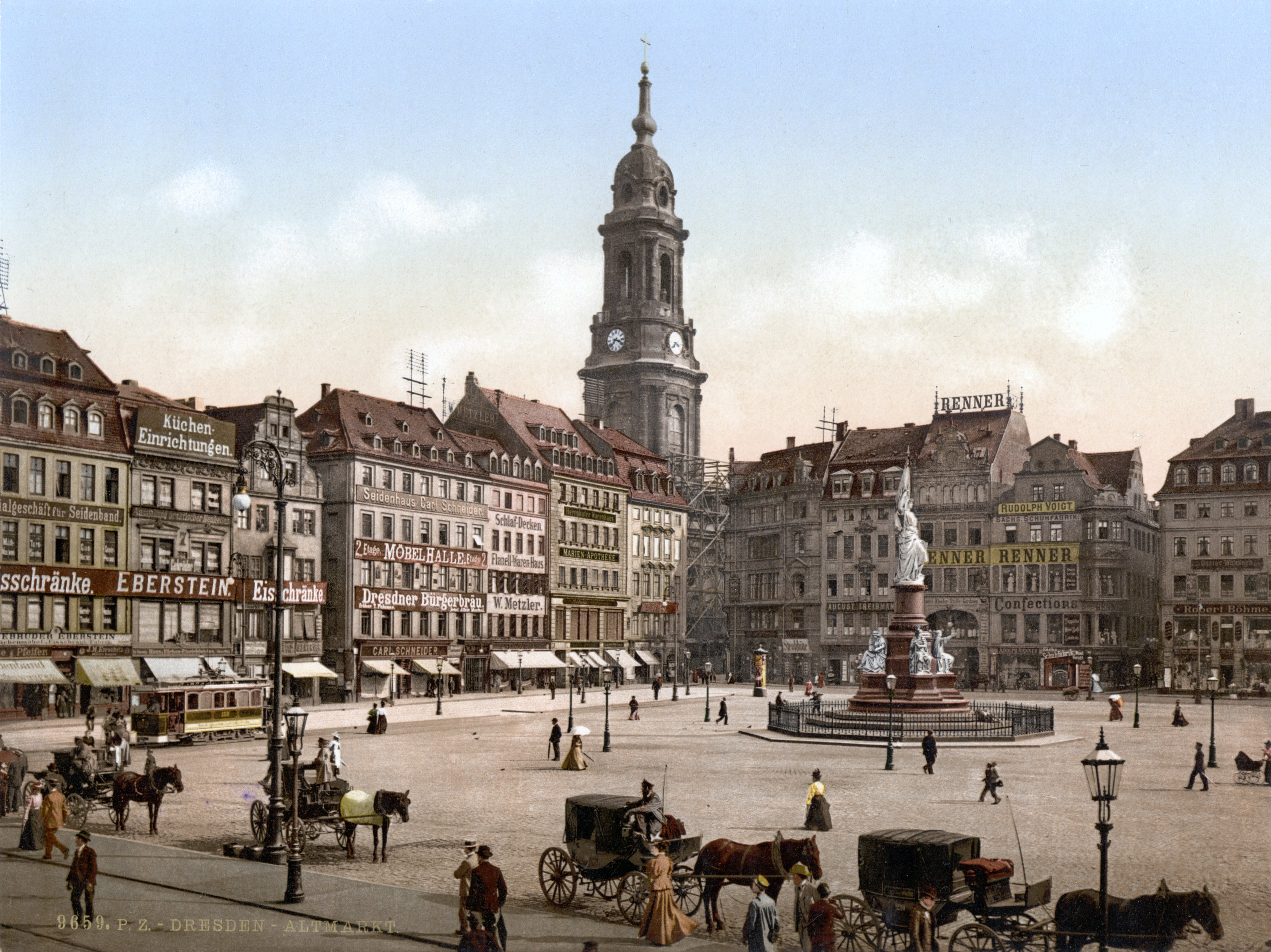
Der Altmarkt auf einem Photochromdruck um 1900. In der Mitte das 1880 errichtete Siegesdenkmal.

Das Haus Wilsdruffer Straße 1 bildete die nordwestliche Ecke des Altmarktes. Das Gebäude, in welchem sich seit 1631 die Löwenapotheke befand, gehörte nach Aussage von Cornelius Gurlitt zu den bemerkenswertesten und architektonisch wertvollsten Gebäuden Dresdens. Diese Aussage bezog sich auf den Bau von Johann Gottfried Fehre aus dem Jahre 1709, trifft aber in gleichem Maße auf den Neubau von Hans Erlwein von 1914 zu.
Das Privilegium der Löwen-Apotheke datiert urkundlich vom 3. Februar 1560 und wurde von Kurfürst August dem Apotheker Johannes unter den Linden in Anbetracht seiner geleisteten Dienste und der eingetretenen Vergrößerung der Stadt verliehen. Die Apotheke war zunächst nicht an der Ecke der Wilsdruffer Straße untergebracht, sondern in einem anderen Hause am Altmarkt. 1623 erwarb Jodokus Müller das Privilegium und übertrug es auf sein Haus an der Vogelecke, was ihm am 31. August 1631 bestätigt wurde; er unterzeichnete ab da als: „Apotheker an der Vogelecke“, während man die Apotheke kurz die „Vogelapotheke“ nannte. Die Bezeichnung „Vogelecke“ findet sich urkundlich erstmals 1536 und rührte von den Vogelhändlern, die dort an der Ecke der „Wilsdruffergasse“ ihren Verkaufsplatz hatten.
Am 24. Februar 1707 gegen 7 Uhr am Abend ist die alte Vogelapotheke durch eine starke Feuersbrunst gänzlich in Asche gelegt worden und anschließend durch Ratsmaurermeister Johann Gottfried Fehre im Auftrag von Frau Anna Rosina Müller geb. Skorolin, Witwe des Apothekers Jodvei Müller, in zweijähriger Bauzeit neu errichtet worden. Der Bau hatte zum Altmarkt fünf Fensterachsen, nach der Wilsdruffer Straße eine Zehn-Fenster-Front. Den Hauptschmuck des Gebäudes bildete der fünfgeschossige Eckerker. Das Ganze hatte Fehre als Putzbau errichtet, nur Portale und Fenster waren in Sandstein gefasst. Ab dem Jahre 1740 tritt die Bezeichnung „Löwen-Apotheke“ auf, zu dieser Zeit entstand auch das Wahrzeichen des Gebäudes, ein liegender Löwe von Bildhauer Johann Ferdinand Feige.
Im Jahr 1907 begann der Löwenapotheker Ottomar von Mayenburg in seinem Laboratorium Leo auf dem Dachboden des Hauses die Entwicklung der Chlorodont-Zahnpasta. Der bauliche Zustand des Gebäudes wie auch die Verkehrssituation am Kreuzungspunkt der Hauptstraßenachsen Dresdens machte zu Beginn des 20. Jahrhunderts einen Neubau notwendig. Gegen den Widerstand von Teilen der Bevölkerung wurde in den Jahren 1913/14 durch Hans Erlwein ein Neubauprojekt realisiert, mit welchem es gelang, die Wilsdruffer Straße um fast 7 m zu verbreitern, ohne die markante Ecksituation aufzugeben. Dazu realisierte Erlwein erstmals für Dresden einen Laubengang mit vier Bögen, welche eine lichte Weite von 2,85 m hatten. Diese Variante wurde später beim Wiederaufbau des Altmarkts in den 1950er-Jahren in großem Stil wiederholt und fortgeführt.
Der Neubau erstreckte sich über die alte Löwenapotheke und das Krohne’sche Haus am Altmarkt, so dass die Löwenapotheke von 1914 bis 1945 unmittelbar an das Alte Rathaus anschloss. Zum Altmarkt war damit die Zahl der Fensterachsen auf sieben angewachsen, zur Wilsdruffer Straße blieb es bei zehn, von denen Erlwein jeweils drei gruppierte und mit einem Ziergiebel versah. Die Fenster zum Erker, welcher mit plastischem Schmuck von Georg Wrba versehen war, waren von der Gruppierung ausgenommen, jedoch gleichfalls von einem Ziergiebel bekrönt. Der Erker selbst war gegenüber dem Vorgängerbau wesentlich wuchtiger, was Löffler als Missverständnis der Dresdner Tradition wertete.

### Altes Rathaus

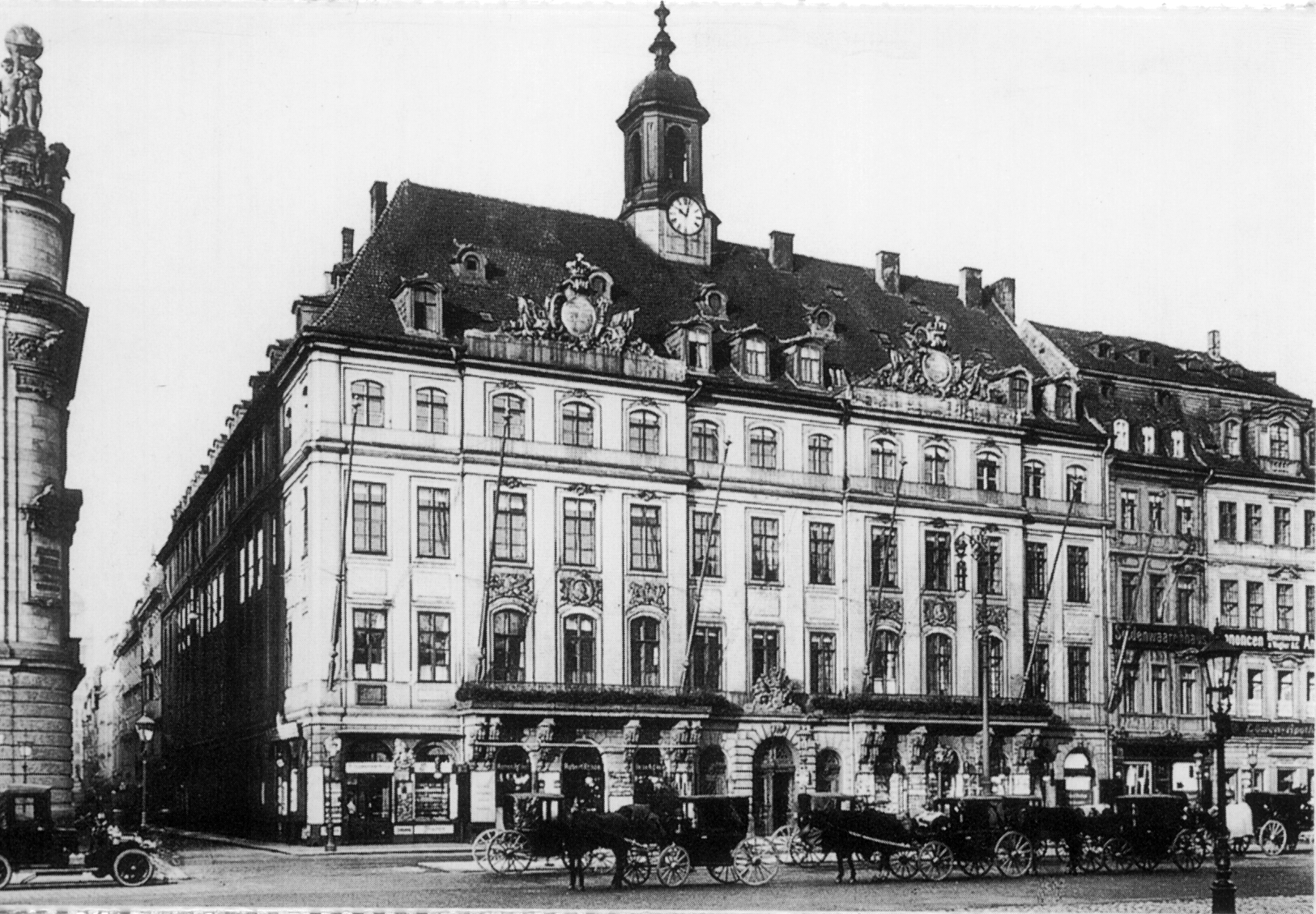
Altstädter Rathaus am Altmarkt, 1910

Nach dem 1707 erzwungenen Abriss des an der Nordseite auf dem Markt stehenden ersten Rathauses der Stadt suchte der Rat ein geeignetes Haus am Altmarkt zu erwerben. Mit Zustimmung des Kurfürsten wurde 1709 das gräflich Taubische Haus am Markt, Ecke Scheffelgasse gekauft. 1740 war das Haus soweit heruntergekommen, dass ein Neubau nötig wurde. Die Entwürfe für das neue Rathaus lieferte der Dresdner Oberlandbaumeister Johann Christoph Knöffel.
Die Realisierung von Knöffels Entwürfen erfolgte durch Ratsbaumeister Johann Gottfried Fehre in den Jahren 1741 bis 1745. Es entstand ein Haus mit einer 13-Achsen-Front zum Altmarkt, über dem putzbequaderten Untergeschoss befanden sich zwei durch Lisenen zusammengefasste Obergeschosse und ein durch Gesims getrenntes Halbgeschoss mit Stichbögen. Seitlich existierten zwei dreifenstrige Risalite. Diese waren mit Kartuschen bekrönt, in denen in goldenen Lettern „Soli Deo Gloria“ (Allein zur Ehre Gottes) bzw. „Salus publica suprema Lex“ (Das Wohl des Volkes, höchstes Gesetz) zu lesen war. Darüber erhob sich ein Walmdach mit Dachreiter und Uhr.
Vor den Fenstern des ersten Geschosses der beiden Risalite waren Balkone mit schmiedeeisernen vergoldeten Gittern angebracht. Über dem jeweiligen Mittelfenster befanden sich Stuckreliefs mit Medaillon-Bildnissen von Kurfürst Friedrich August II. und seiner Gemahlin Maria Josepha geschaffen von Hofbildhauer Johann Benjamin Thomae.
Mit der Entwicklung Dresdens zur Großstadt konnte das Rathaus den gewachsenen Ansprüchen der Verwaltung nicht mehr genügen. Deshalb erbaute die Stadt in den Jahren 1905 bis 1910 das Neue Rathaus am Ring. Seit dieser Zeit trug der Bau am Altmarkt die Bezeichnung „Altes Rathaus“. In der Folgezeit war das Gebäude Sitz der Hauptverwaltung der Städtischen Straßenbahn zu Dresden, ab 1930 der Dresdner Straßenbahn AG.

### Bankhaus „Günther & Rudolph“
Gegenüber dem Rathaus, an der Scheffelstraße, stand ab 1900 das Bankhaus „Günther & Rudolph“. Ursprünglich handelte es sich um zwei Gebäude, welche die Hausnummern Altmarkt 26 (ab 1888 Altmarkt 16) und Scheffelgasse 1 (ab 1872 Scheffelstraße) trugen. Das erstgenannte, um 1620 erbaute Haus, wird bei Gurlitt als bis zum Abriss fast ganz in alter Form erhaltener viergeschossiger Bau mit einem der anmutigsten Renaissancegiebel der Stadt beschrieben. Bei Löffler findet man Visualisierungen aus den 1950er Jahren, welche dieses Haus mit der Aufschrift „Cantade domino“ zeigen. Das Haus an der Scheffelgasse entstand um 1715. In der zweiten Hälfte des 19. Jahrhunderts befanden sich beide Gebäude im Besitz von Casper Trepp und beherbergten neben Wohnungen und zahlreichen Geschäften auch das Büro der 1886 in das Dresdner Handelsregister eingetragenen Tabak- und Zigarettenfabrik „Kosmos“.
Im Jahre 1892 erwarb der Kommerzienrat Franz Günther das Anwesen. Er ließ die alten Gebäude 1899 abreißen und durch einen repräsentativen Neubau des Architekten Gustav Adolph Rumpel ersetzen, welcher sich über beider Grundstücke erstreckte. Da das neue Haus Eingänge sowohl vom Altmarkt als auch von der Scheffelgasse aus hatte, wurde es im Adressbuch fortan unter Altmarkt 16 und Scheffelstraße 1 geführt. Als Eigentümer werden ab 1900 neben Günther die Herren Henri und Charles W. Palmié aufgeführt, welche gleichzeitig Konsul und Vizekonsul Großbritanniens im Königreich Sachsen waren. Das neue Haus beherbergte deshalb auch das Konsulat von Großbritannien und darüber hinaus eine Filiale der „Allgemeinen Deutschen Credit-Anstalt“. Letztgenannte ist dann nach 1918 bis zur Zerstörung 1945 der Hauptnutzer dieses Gebäudes, ab 1930 ist auch das lettische Konsulat hier nachzuweisen.

### Goldener Ring/Hotel de l’Europe
Zwischen Scheffelstraße und Webergasse befand sich einer der ältesten Gasthöfe Dresdens. Bis 1887 trug dieses Gebäude die Hausnummer Altmarkt 25, ab 1888 Altmarkt 15. Kurfürst August hatte ihn im Jahre 1556 zum Erbgasthof erklärt. Vom 16. bis 18. Jahrhundert führte der Gasthof den Namen „Goldener Ring“ und war bis zur Zeit Augusts des Starken einer der vornehmsten Gasthöfe in Dresden. Dies hatte zur Folge, dass der „Goldene Ring“ wiederholt berühmte Persönlichkeiten beherbergte. Vielfach kehrten fremde Gesandtschaften hier ein, so am 21. Mai 1600 die moskowitische Gesandtschaft, 40 Personen stark auf dem Rückweg vom kaiserlichen Hofe. Der berühmteste Gast im „Goldenen Ring“ war Zar Peter der Große, der 1711 sowohl auf der An- als auch auf der Abreise nach bzw. von Karlsbad, wo er sich zur Kur aufhielt, in Dresden Zwischenstation machte.
Ab 1737 wurde das Gebäude nur noch als Mietshaus genutzt, lange Zeit befand sich die Wohnung des Oberkonsistorialpräsidenten der Evangelisch-Lutherischen Kirche Sachsens darin. Zwischen 1840 und 1872 wurde das Haus erneut als Gasthof, jetzt unter dem Namen Hotel de l’Europe, betrieben. Seit ungefähr 1890 bis 1945 befand sich das Haus im Besitz der Firma Hartwig & Vogel, die dort auch Geschäftsräume unterhielt. Bekanntester Mieter war über viele Jahre der Berliner Verleger Rudolf Mosse.

### Arnoldische Verlagsbuchhandlung
Im Nachbarhaus des Hotels de l’Europe an der Ecke des Altmarkts zur Webergasse – bis 1887 trug es die Hausnummer Webergasse 39, danach die 2 – befand sich seit 1803 bis zur Zerstörung 1945 die bekannte Arnold’sche, auch Arnoldische Verlagsbuchhandlung. Begründet vom Verleger, Buchhändler und späteren Stadtpolitiker Johann Christoph Arnold, entwickelte sie sich rasch zu einem bekannten und wirtschaftlich erfolgreichen Unternehmen. Nach Arnolds Tod führten dessen Patenkind Robert Reimann und der ehemalige Lehrling Julius Leubner die Geschäfte weiter, die dafür auch ihre Namen zu Robert Reimann-Arnold bzw. Julius Arnold änderten. Julius Arnold verkaufte die Buchhandlung 1878 an Hugo Siegismund Colditz, dennoch trug diese weiterhin den mittlerweile renommierten Namen.
Gurlitt stellte fest, dass das Entstehungsdatum des Baues auf Grund der Fensterformen um 1500 liegen muss. 1659 folgte ein Umbau, bei welchem ein Erker ergänzt wurde und am Ende des 18. Jahrhunderts folgte ein zweiter Umbau durch den Architekten Weinling, nach welchem das auf Canalettos Bildern noch mit zwei Obergeschossen und reichem Bildschmuck versehene Haus dann vier Obergeschosse hatte. Der dabei gleichfalls aufgestockte Erker ruhte auf zwei Tragsteinen, die als Bären gestaltet waren. Diese hielten Wappenschilde und wurden 1901 sorgfältig restauriert. An der Hausfront zur Webergasse befand sich ein Wappen, möglicherweise das des Buchhändlers Arnold.

### Café Altmarkt

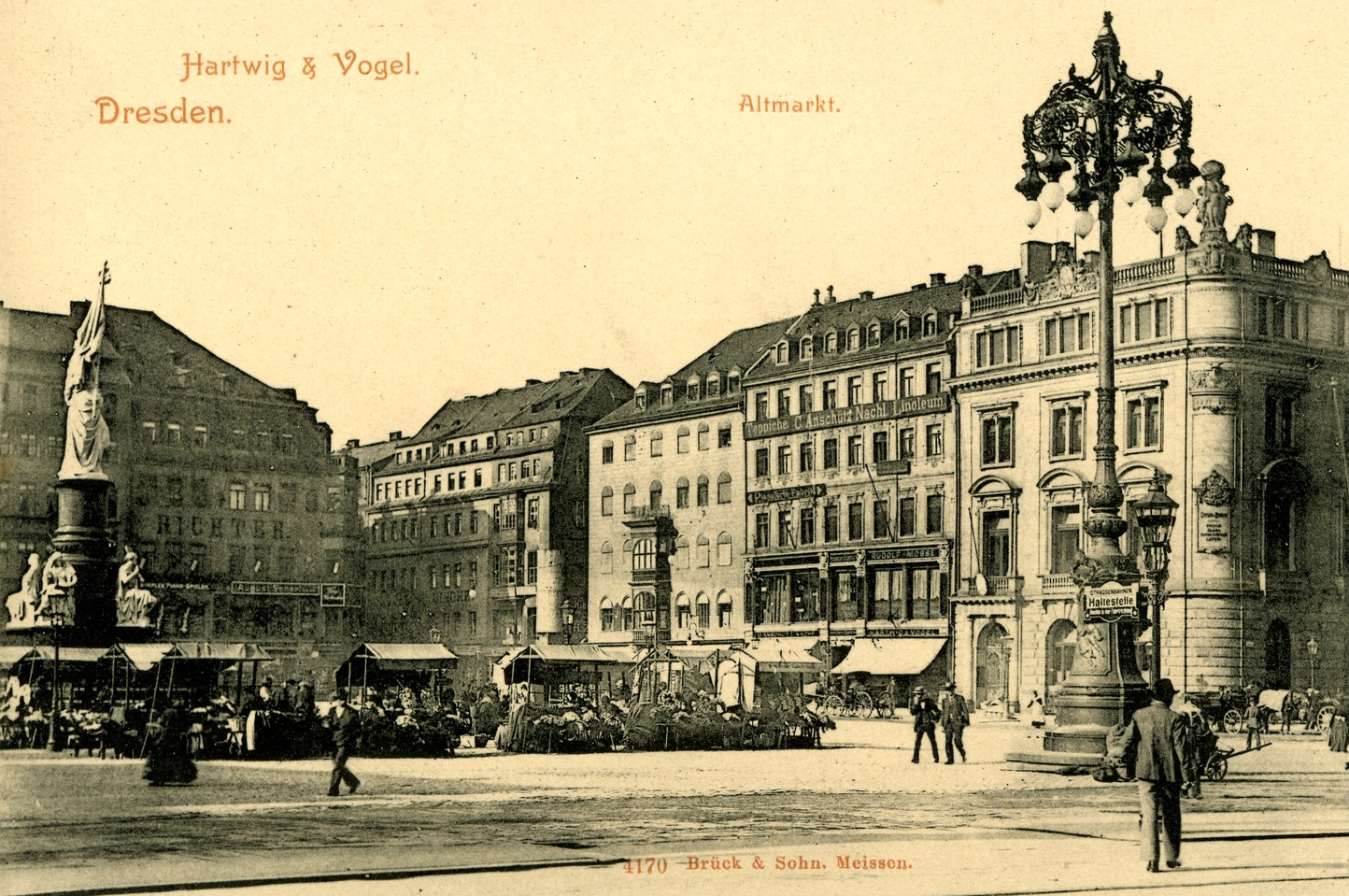
Südostecke des Altmarkts mit Besser'schem Haus (links), 1903

An der Ecke Altmarkt/Seestraße, bis 1887 Altmarkt 24, später dann Seestraße 1, stand in gefragtester Lage eines der ältesten und repräsentativsten Gebäude der Stadt. Schon im Jahre 1653 erwarb es Karl von Friesen, woraufhin das Haus dann ungefähr ein Jahrhundert einer der bedeutendsten sächsischen Adelsfamilien gehörte. Spätestens seit Mitte des 19. Jahrhunderts befand sich in diesem Gebäude die Papier- und Landkartenhandlung von Robert Besser, und obwohl er nie Besitzer des Hauses war sprach man doch vom Besser’schen Hause.
Genau wie an der Ecke Altmarkt / Wilsdruffer Straße führte um 1900 die in Anbetracht des enorm gestiegenen Verkehrsaufkommens zu geringe Straßenbreite zum Entschluss einer Verbreiterung der Seestraße. Dies war nur durch Abriss des Besser’schen Hauses und einen Neubau möglich, welchen die Kommandit-Gesellschaft J. A. Henckels aus Solingen 1912 bis 1914 ausführen ließ. Errichtet nach den Plänen des Architekten Alexander Hohrath, der auch für den Bau des Hauses der Dresdner Kaufmannschaft verantwortlich war, entstand ein der Bedeutung des Platzes angemessen stattliches und schmuckreiches Haus. Zum Altmarkt hatte das Gebäude fünf, zur Seestraße sechs Fensterachsen, wobei die senkrechte Linie betont und das zweite und dritte Obergeschoss zusammengefasst wurden. An der abgewinkelten Ecke zur Seestraße befand sich ein dreigeschossiger Erker, obenauf ein Balkon.
Im Erdgeschoss des Hauses befand sich bis zur Zerstörung die Niederlassung der Fa. Henckels, Zwillingswerk Solingen. Einschließlich der Wirtschafts- und Lagerräume war der gastronomische Betrieb auf vier Stockwerke verteilt. Ein vornehmes „Familienkaffee“ erwartete die Gäste im ersten Stockwerk, in der zweiten Etage befand sich der große Billardsaal, welcher in den 1920er Jahren in ein Tanz-Cabaret umgestaltet wurde. Ab dem Jahre 1938 firmierte das Etablissement dann unter dem Namen „Esplanade“.

### Café Kreutzkamm

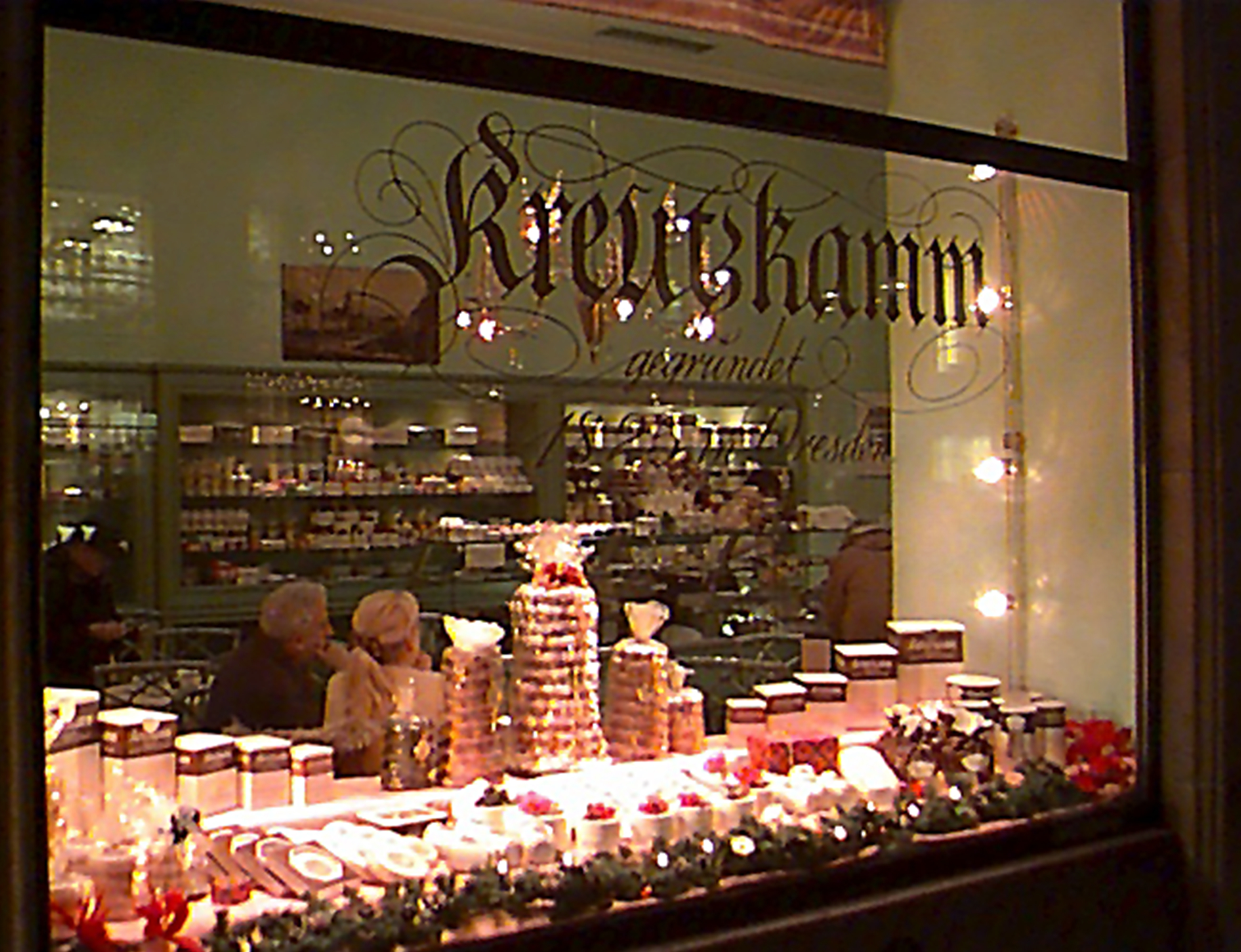
Cafe Kreutzkamm im Dezember 2000 am Altmarkt in Dresden

Neben dem Café Altmarkt stand an der Südseite des Marktes nur noch ein Gebäude, welches vor der Zerstörung 1945 nicht im Besitz des Kaufhausimperiums Renner war. Es handelte sich dabei um das Haus Altmarkt 23 (vor 1888) resp. Altmarkt 14. Hier befand sich seit ca. 1880 die weithin bekannte Konditorei Kreutzkamm.
Jeremias Kreutzkamm gründete das Geschäft 1825, ab 1850 führte sein Sohn Heinrich Julius die Konditorei weiter und eröffnet auch das Café, das zur Dresdner Institution werden sollte. 1867 erhielt Heinrich Julius Kreutzkamm für seine hervorragenden Konditoreiwaren den Titel eines Hofkonditors. Im Adressbuch von 1875 wurde er erstmals als Eigentümer des Wohn- und Geschäftshauses, welches u. a. als Teppich und Wachstuchlager genutzt wurde, genannt. Um 1880 hat er dann im Erdgeschoss seine Konditorei eingerichtet und wohnte selbst im zweiten Obergeschoss. Besonders bekannt war Kreutzkamm für die Güte seiner Dresdner Stollen, die bereits ab Ende des 19. Jahrhunderts auch ins Ausland verschickt wurden.

### Kaufhaus Renner

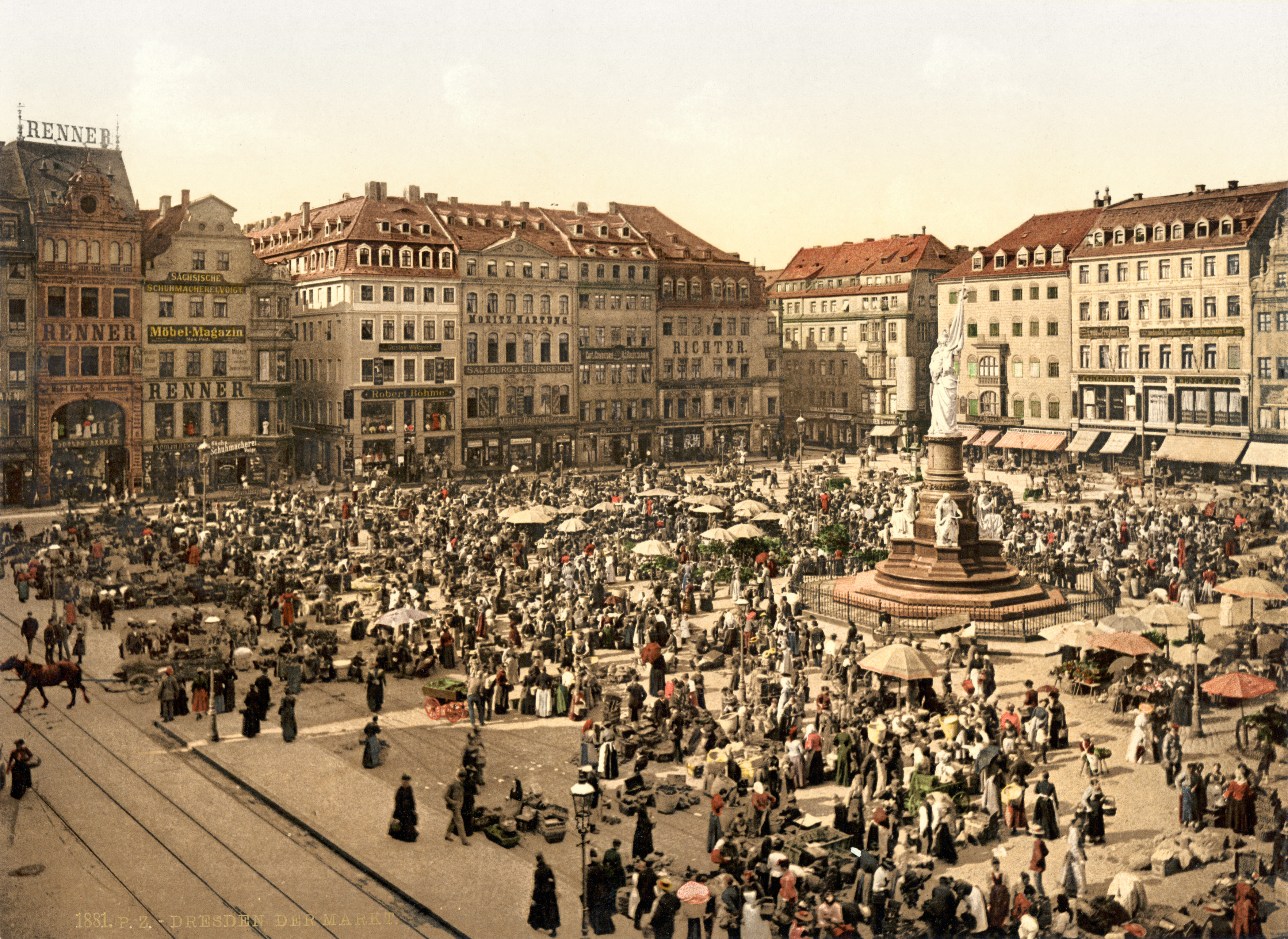
Altmarkt um 1900. Das Kaufhaus Renner (links im Bild) wurde durch mehrere Bürgerhäuser gebildet.

Fast die gesamte Südseite des Altmarktes beherrschten vor der Zerstörung die Gebäude, in denen sich das Kaufhaus Renner befand. Es war das größte Kaufhaus Dresdens. Insgesamt waren es zwölf Häuser, direkt zum Altmarkt zeigten davon sechs: die Häuser An der Kreuzkirche 17/18 (vor 1888 Altmarkt 18), Altmarkt 11 (19), Altmarkt 12 (20), Schreibergasse 1, Schreibergasse 2 (18) und Altmarkt 13 (22), wobei die beiden Häuser an der Schreibergasse durch einen Übergang miteinander verbunden waren. Im Inneren wurden die übernommenen Gebäude nach und nach miteinander verbunden und völlig umgestaltet; die Fassaden hingegen blieben weitgehend unverändert, so dass die Südseite des Altmarktes bis zur Zerstörung nicht durch einen monolithischen Häuserblock, sondern durch nach wie vor als Einzelgebäude wahrnehmbare Häuser gekennzeichnet war.
Gegründet wurde das Unternehmen durch Johann Traugott Adolph Renner. Er eröffnete im Jahr 1854 ein Tuch- und Manufakturgeschäft an der Ecke des Altmarkts zur Badergasse, der späteren König-Johann-Straße. Als letztere von 1885 bis 1888 vom Altmarkt zum Pirnaischen Platz als ein völlig neuer Straßendurchbruch angelegt wurde, musste auch das Gebäude weichen in welchem Renner sein Geschäft betrieb. Im September 1886 wechselte er deshalb in das Haus Altmarkt 20 (ab 1888 Altmarkt 12) und eröffnete dort im Erd- und ersten Obergeschoss sein neues Geschäftslokal.
Von den zum Altmarkt zeigenden Häusern folgten um 1895 als nächstes Geschäftsräume im Haus Schreibergasse 1 und ab 1900 gehörte auch das Haus Altmarkt 11 zum Renner’schen Imperium. In den folgenden zehn Jahren folgten Häuser an der Schreibergasse und das Haus Altmarkt 13. Dieses musste sich Renner allerdings von 1909 bis 1928 mit dem Olympia-Tonfilmtheater teilen, welches hier einen der ersten Kinosäle Dresdens mit 500 Plätzen betrieb.

### Marienapotheke

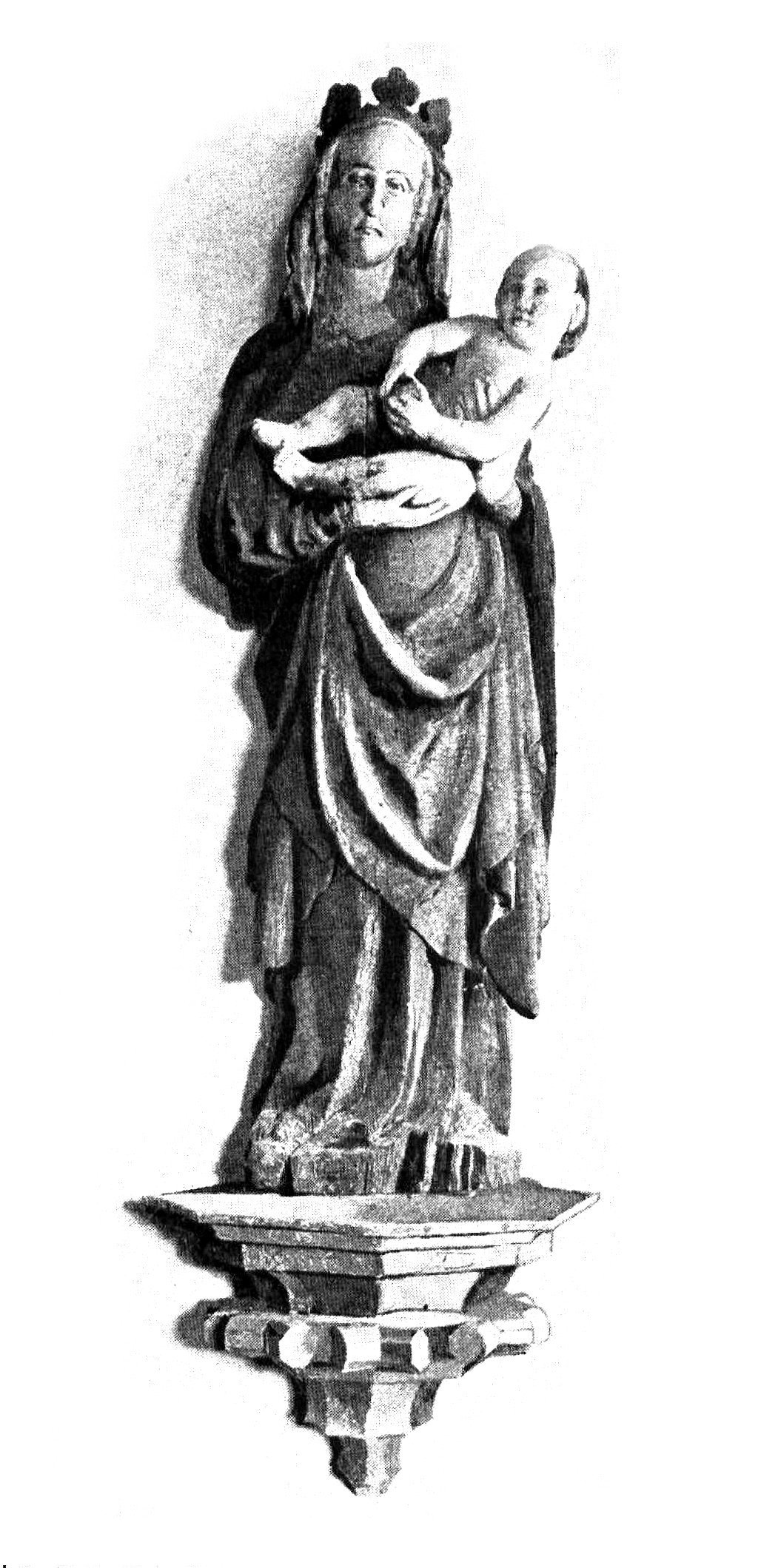
Statue „Maria mit dem Kinde“ von der Marienapotheke

An der Ostseite des Marktes, neben dem Eckhaus zur Kreuzkirche befand sich das Haus Altmarkt 16, ab 1888 Altmarkt 10. Bei diesem Gebäude handelte es sich um eines der ältesten der Stadt, welches sehr lange in der Form existierte wie es wahrscheinlich schon kurz nach dem Stadtbrand von 1491 errichtet worden war. Darin befand sich seit der ersten Hälfte des 16. Jahrhunderts die älteste Apotheke der Stadt. Diese war 1467 zunächst an der Südseite des Marktes (vermutlich im Renner’schen Haus mit der Nr. 12) eingerichtet, aber schon bald an die Ostseite verlegt worden. Sie trug bis zur Mitte des 17. Jahrhunderts nur den Namen „Alte Apotheke“, erst seit dieser Zeit bürgerte sich der Name „Marienapotheke“ ein.
Das Gebäude hatte ursprünglich ein Erdgeschoss und zwei Obergeschosse und war fünf Fenster breit. Das mittlere Dachfenster war zu einem sechseckigen Türmchen ausgebaut. Nahezu die gesamte Wandfläche war bemalt, für Dresdner Bürgerhäuser der einzig bekannte Fall. 1722 wurde das Haus umgebaut, wobei die Wandmalereien verschwanden. Im ersten Obergeschoss ist außerdem ein Erker und im zweiten ein sechstes Fenster angebracht sowie der turmartige Dachaufbau durch ein verziertes großes Dachfenster ersetzt worden.
Zerstörungen im Siebenjährigen Krieg und spätere Umbauten führten dazu, dass von der historischen Bausubstanz nur das gotische Portal übrig blieb, welches dann bei einer durchgreifenden Erweiterung und Modernisierung des Hauses um 1890 verschwand. Im Ergebnis dieser Bauarbeiten hatte das Gebäude dann neben dem Erdgeschoss und vier Obergeschossen auch zwei ausgebaute Dachgeschosse. In dieser Form existierte die Marienapotheke bis zur Zerstörung 1945.

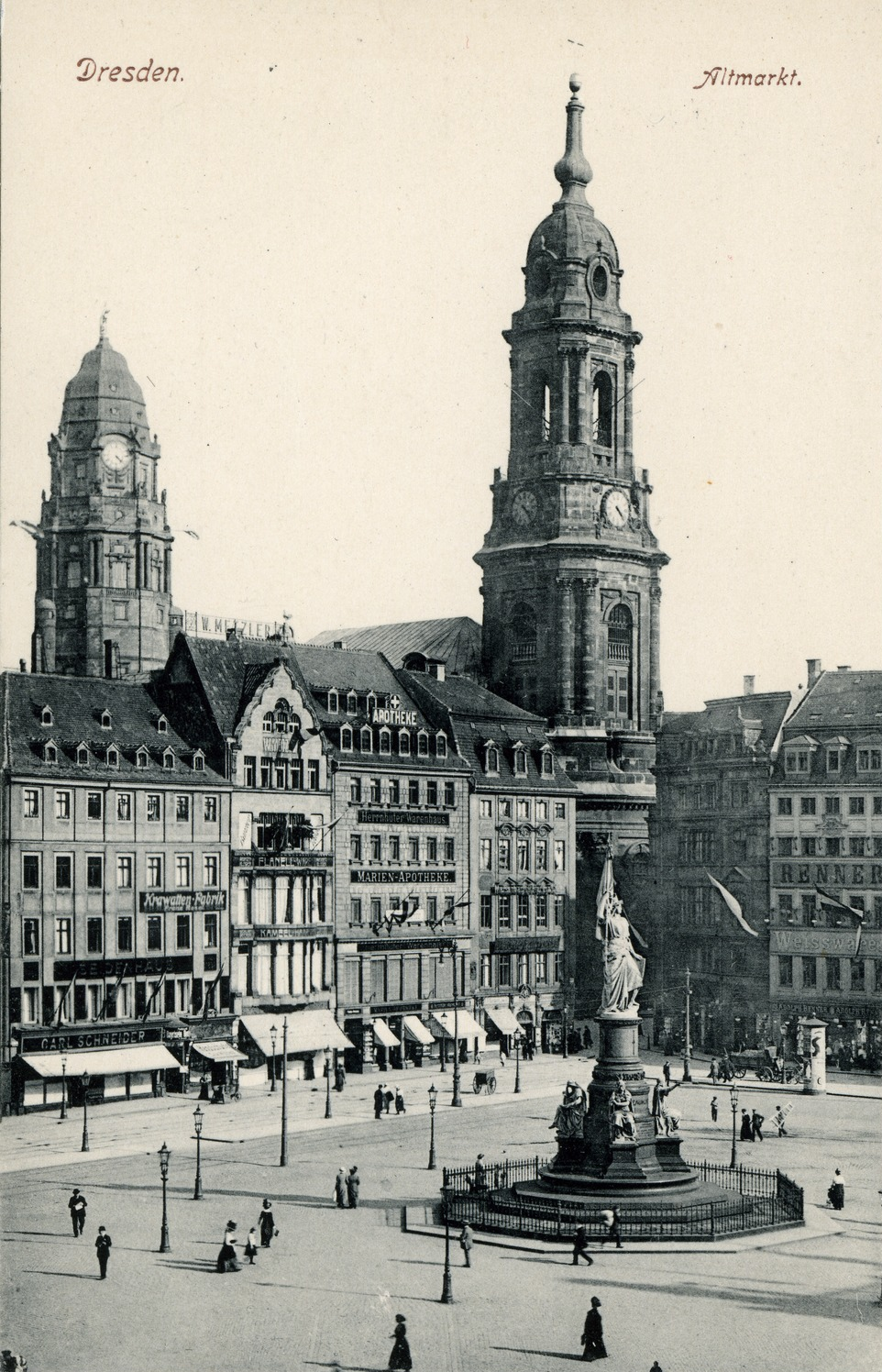
Die Bauten der Ostseite des Altmarkts zwischen Großer Frohngasse und Kreuzkirche, 1915

### Weitere Bauten an der Ostseite
An die Marienapotheke anschließend befanden sich an der Ostseite des Marktes zahlreiche Geschäftshäuser, die zumeist über lange Zeiträume im Besitz bekannter Dresdner Familienunternehmen wie Metzler oder Eberstein waren und von diesen wiederholt, zumeist behutsam umgebaut und modernisiert wurden. Erst nach 1930 wurde mit dem DeFaKa (Deutsches Familienkaufhaus GmbH) an Stelle des alten Eberstein’schen Hauses ein moderner Kaufhausbau in Stahlbetonskelettbauweise errichtet.
Im Einzelnen handelte es sich dabei um folgende Gebäude (in Klammern jeweils die Hausnummern vor 1888):

#### Metzlers Erben
Rechts der Großen Frohngasse befanden sich zwei Häuser, nämlich Altmarkt 9 (Altmarkt 15) und Altmarkt 8 (Altmarkt 14) über viele Jahrzehnte im Besitz der Familie Metzler. Seit 1829 betrieb diese im Haus Nr. 9 ein Textilwarenhaus. Das Haus selbst war um 1700 in einfachsten Formen erbaut worden und präsentierte sich so bis zu Anfang des 20. Jahrhunderts. Sicher beeinflusst von der Gestaltung anderer Gebäude in dieser Zeit (wie etwa des Eberstein’schen Hauses), erhielt das Haus zwischen 1900 und 1910 eine völlig veränderte Fassade mit großen Fensterfronten und einem historisierenden Giebelaufbau. In dieser Form blieb das Warenhaus bis zur Zerstörung erhalten, Metzlers Erben nutzten das Erd- und alle fünf Obergeschosse als Verkaufsräume.
Das Nachbarhaus Altmarkt 8 beherbergte um 1865 eine Gaststätte namens „Felsners Restauration“ aus der um 1900 das stadtbekannte Gasthaus „Bürgerbräu“ hervorging.

#### Eberstein/DeFaKa

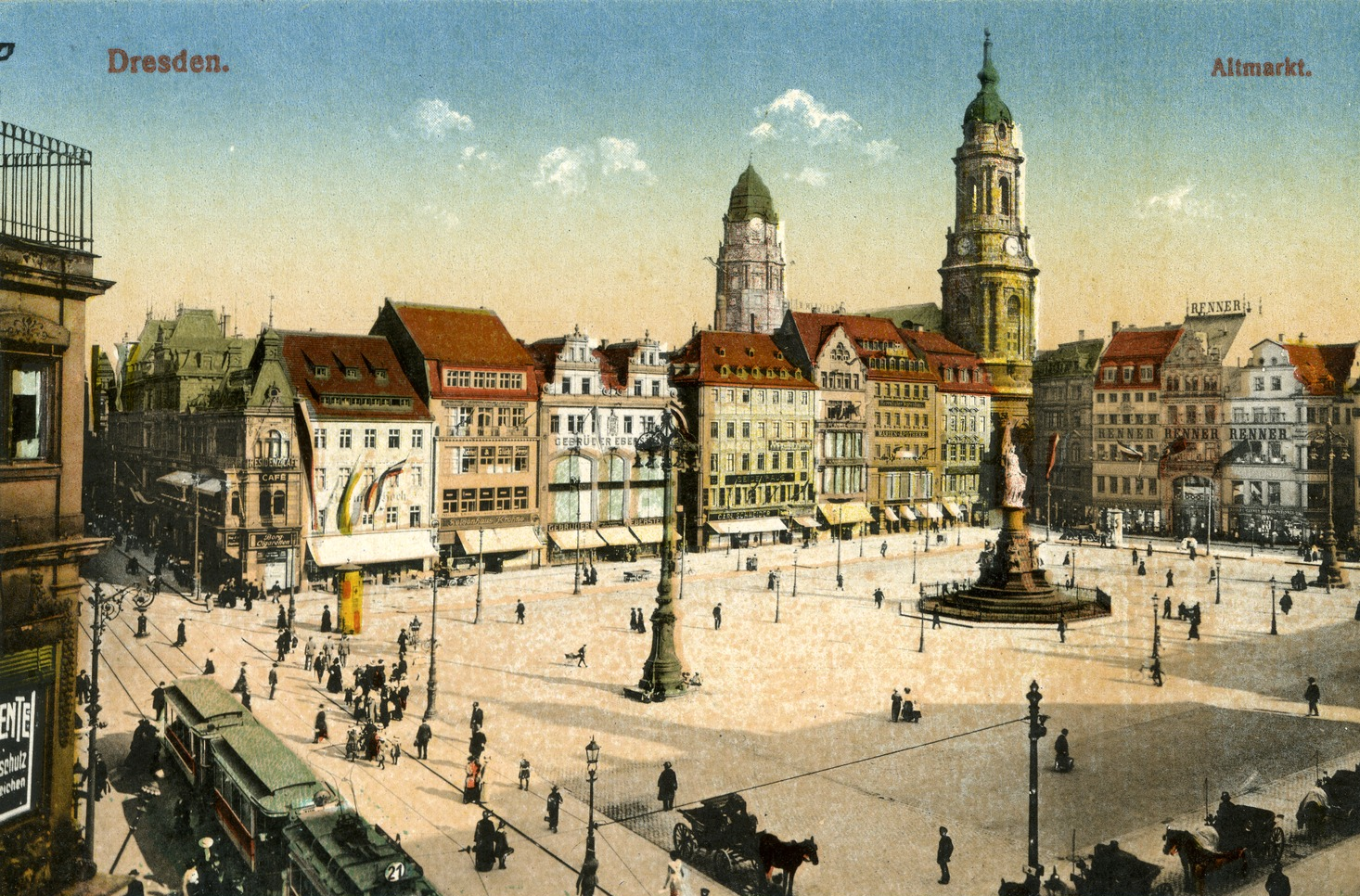
Haus Eberstein (mit Doppelgiebel), links daneben Haus Roch und Residenzcafé (Eckhaus), Kolorierte Postkarte von 1915

Der Gebäudekomplex des Eberstein’schen Hauses umfasste die Häuser Große Frohngasse 1 (Altmarkt 13) und Altmarkt 7 (Altmarkt 12). Das Haus Große Frohngasse 1 stammte aus der Zeit um 1620. In den Jahren 1899/1900 wurde es umgebaut, der über dem dritten Obergeschoss stehende Giebel blieb dabei teilweise erhalten und wurde auf dem angrenzenden Hause Altmarkt 7 wiederholt. Damit entstand die bekannte Fassade des Eberstein’schen Hauses, in welchem die Firma Gebrüder Eberstein vom Erdgeschoss bis zum vierten Obergeschoss Kücheneinrichtungen, Haushaltsgeräte und als Spezialität Eisschränke verkaufte.
Die Ära Eberstein endete 1932 und ab 1934 gab es mit dem Deutschen Familien Kaufhaus (DeFaKa) hier eine Niederlassung einer deutschen Warenhauskette, die seit den 1920er Jahren in zahlreichen deutschen Städten existierte. Das neu errichtete Gebäude mit seiner klaren Fensterordnung, der schmuckfreien Fassade und einer insgesamt konsequenten Geometrie war, natürlich mit Ausnahme des hohen Walmdachs mit der Dachgaube, der Neuen Sachlichkeit zuzurechnen.

#### Haus Roch
Das Haus Altmarkt 5 (Altmarkt 10) war als das Roch’sche Haus bekannt, weil die Familie Roch hier über viele Jahrzehnte eine Drogerie betrieb. Die Entstehung des um 1900 noch existierenden Hauses wurde von Gurlitt auf Grund seiner klassisch gebildeten Fenstergewände und der im Erd- und ersten Obergeschoss existierenden profilierten Balkendecken auf die Zeit um 1600 datiert.
Im Jahre 1910 kam es zu einem vollständigen Umbau des Hauses. Unter der Leitung von Architekt Alexander Hohrath entstand ein Neubau, den Zeitgenossen als eine verjüngte Ausgabe seines Vorgängers und als ein Beispiel heimatlicher Bauweise bezeichneten. Das Erdgeschoss hatte eine Verkleidung aus Granitsteinen erhalten und wies Rundbogen-Fenster auf, welche nicht wie bei Herzfeld oder Metzler als Riesenschaufenster ausgeführt waren. Die Fensteröffnungen der drei Obergeschosse wurden mit Sandsteinumrahmungen versehen und der Firmenname wie zuvor auf der Wandfläche zwischen dem Erdgeschoss und dem ersten Stock wieder angebracht. Das mit roter Ziegeleindeckung versehene Dach wurde von einem mansardenartigen Ausbau und drei darüber befindlichen Luken unterbrochen.

#### Residenzcafé
An der Ecke Altmarkt / König-Johann-Straße war beim Durchbruch der letztgenannten in den Jahren 1885 bis 1888 wegen der gegenüber der Badergasse größeren Straßenbreite ein „Handtuchgrundstück“ entstanden, zumal Roch nicht willens war sein Gebäude mit diesem zusammen abreißen und ein neues Bauwerk über beide Grundstücke errichten zu lassen. Auf diesem Grundstück wurde deshalb ein dreigeschossiges Gebäude mit einem Ecktürmchen errichtet, welches zum Altmarkt hin nur eine einfenstrige Front hatte. In diesem und dem angrenzenden Haus (König-Johann-Straße 2 und 2b) befand sich, mit einer großen Terrasse in der ersten Etage zur König-Johann-Straße, das bekannte „Residenzcafé“.
Um 1930 wurde auch hier grundlegend umgebaut und es entstand dann ein Gebäude im Stil der Neue Sachlichkeit. Der markante Neubau hatte einen über zwei Etagen reichenden halbzylinder-förmigen Aufbau mit verglaster Bandfassade. Den Dachabschluss deuteten zwei Kuben in verschiedener Größe an.

### Kaufhaus Herzfeld

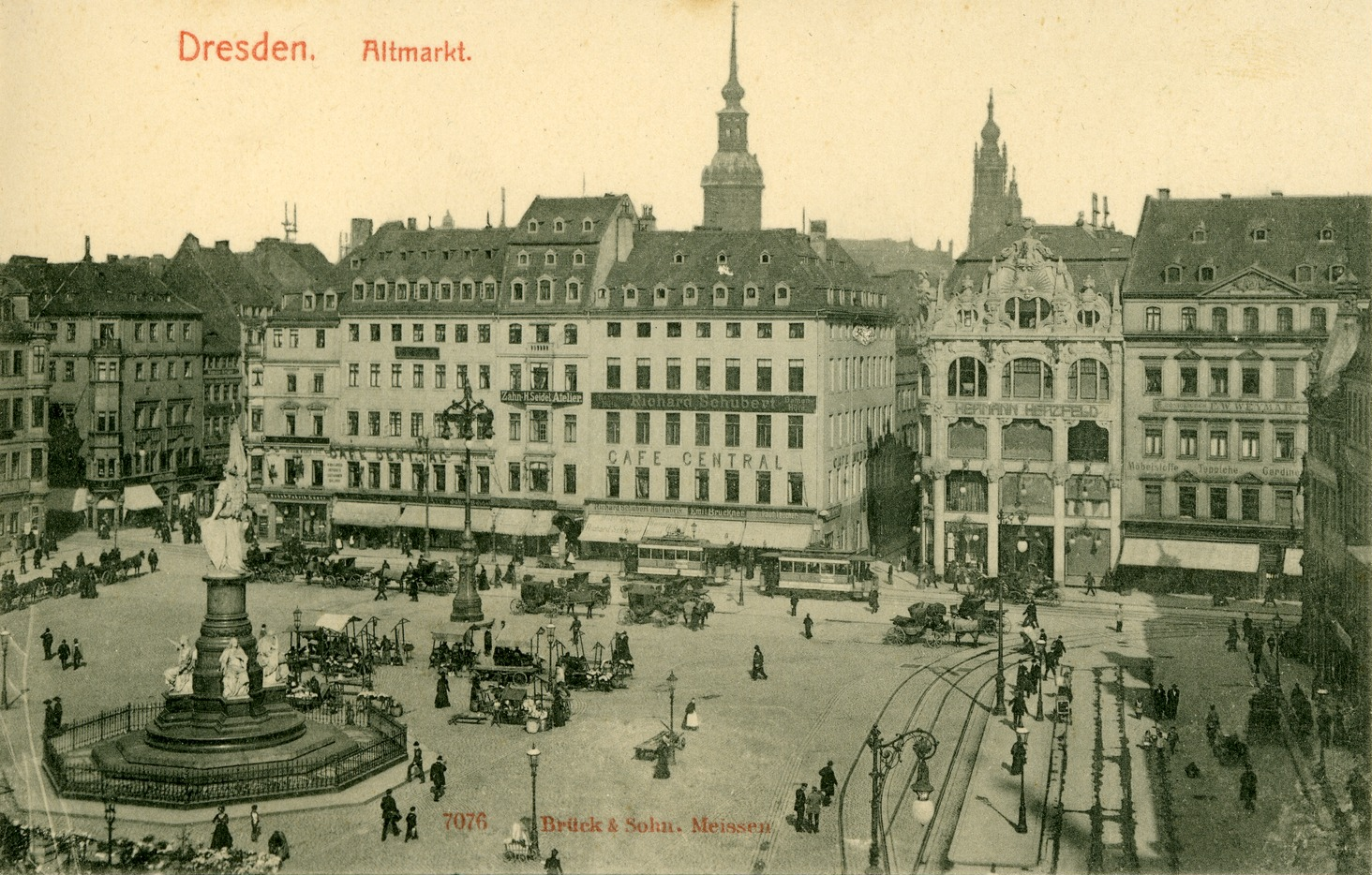
Nordseite des Altmarkts mit Kaufhaus Herzfeld (mittig rechts) und Café Central (links daneben), Postkarte von 1906. Heute wird der Bauplatz durch den DDR-Kulturpalast besetzt (Vergleichsbild).

Markantestes Haus der Nordseite war das Haus rechts der Schössergasse. Um 1865 firmierte hier unter der Adresse Altmarkt 7 die Sächsische Hypotheken Versicherungs-Gesellschaft. In den Folgejahren etablierte sich im Hause eine Vielzahl an Geschäftslokalen, darunter seit ca. 1880 auch das von Hermann Herzfeld. Dieser erwarb dann 1897 das Gebäude, welches seit 1888 die Hausnummer Schössergasse 2 trug, und baute es in den Jahren 1900/1901 grundlegend um. An die Stelle zweier Barockhäuser ließ Herzfeld ein Warenhaus mit üppiger Jugendstilfassade setzen. Ab diesem Zeitpunkt sprach man dann auch vom Kaufhaus Herzfeld.
Wie Renner an der Südseite erweiterte auch Herzfeld seine Geschäftsräume durch Hinzunahme von Nachbarhäusern, z. B. dem Haus Altmarkt 4. Und wie Renner an der Schreibergasse so bezog Herzfeld 1912 die Häuser Galeriestraße 3 bis 5 als Erweiterungsbau. Tiefe Säle schlossen sich damit an das Stammhaus an und gestatten eine weitere Spezialisierung der Abteilungen. Im Unterschied zu Renner überstand das Herzfeld’sche Unternehmen den Ersten Weltkrieg und dessen Folgen nicht. Das Gebäude wurde nun als Büro- und Geschäftshaus genutzt und selbst die prachtvolle Jugendstilfassade musste 1923 einer wesentlich nüchterneren, modernistischen Gestaltung weichen.

### Café Central
Der übrige Teil der Nordfront des Altmarkts, zwischen Schloßstraße und Schössergasse wurde durch vier zusammenhängende Häuser beherrscht. Diese trugen vor 1888 die Hausnummern Schloßstraße 33 und Altmarkt 4 bis 6, danach Schloßstraße 2, Altmarkt 2 und 3 sowie Schössergasse 1. Bekanntester Mieter war das Café Central, welches sich um 1910 über die 1. Etage aller vier Häuser erstreckte.
Architektonisch bedeutsam war der Erker am Haus Altmarkt 3, welcher in seinem unteren Teil von 1670, im oberen von 1743 stammte. Am unteren Ende des Erkers befand sich ein Relief mit musizierenden und im Kreise tanzenden nackten Jungen, welches beim Umbau 1910 wieder freigelegt wurde.

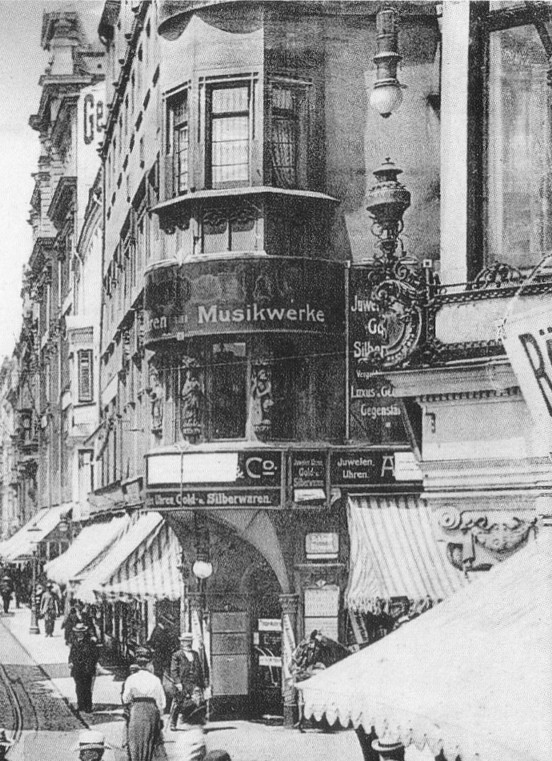
Gotischer Erker am Eckhaus Altmarkt / Wilsdruffer Straße 2 um 1910

### Das gotische Haus
An der Ecke Schloßstraße / Wilsdruffer Straße (Hausnummer Schloßstraße 1 bis 1887, Wilsdruffer Straße 2 seit 1888) befand sich bis zur Zerstörung 1945 das einzige Dresdner Privathaus, welches noch zu Beginn des 20. Jahrhunderts gotische Stilelemente aufwies. Das Haus entstand Anfang des 16. Jahrhunderts und gehörte dem wohlhabenden Dresdner Kaufmann und Bürgermeister Hans Gleinig. Der ursprüngliche Zugang lag an der Schloßstraße. Gleinig ließ den Erker an der Ecke des Gebäudes mit drei Sandsteinplastiken verzieren, welche die Jungfrau Maria, den Evangelisten Johannes und den Heiligen Christophorus darstellten. Eine lateinische Inschrift bezog sich auf die dem Gemeinwesen dienende Tätigkeit des Bauherrn als Bürgermeister und Stifter, wurde jedoch bei einem Umbau des Hauses 1901 beseitigt.
Bereits 1861 war das Haus umgebaut und mit „gotisierenden“ Schmuckelementen versehen worden. Dies betraf neben den Fassaden vor allem die Fenster des ersten und zweiten Obergeschosses, während im dritten und vierten Obergeschoss sowie bei Teilen des Erkers die ursprüngliche Architektur erhalten blieb.

## Geschichte: 20. Jahrhundert

### Zweiter Weltkrieg

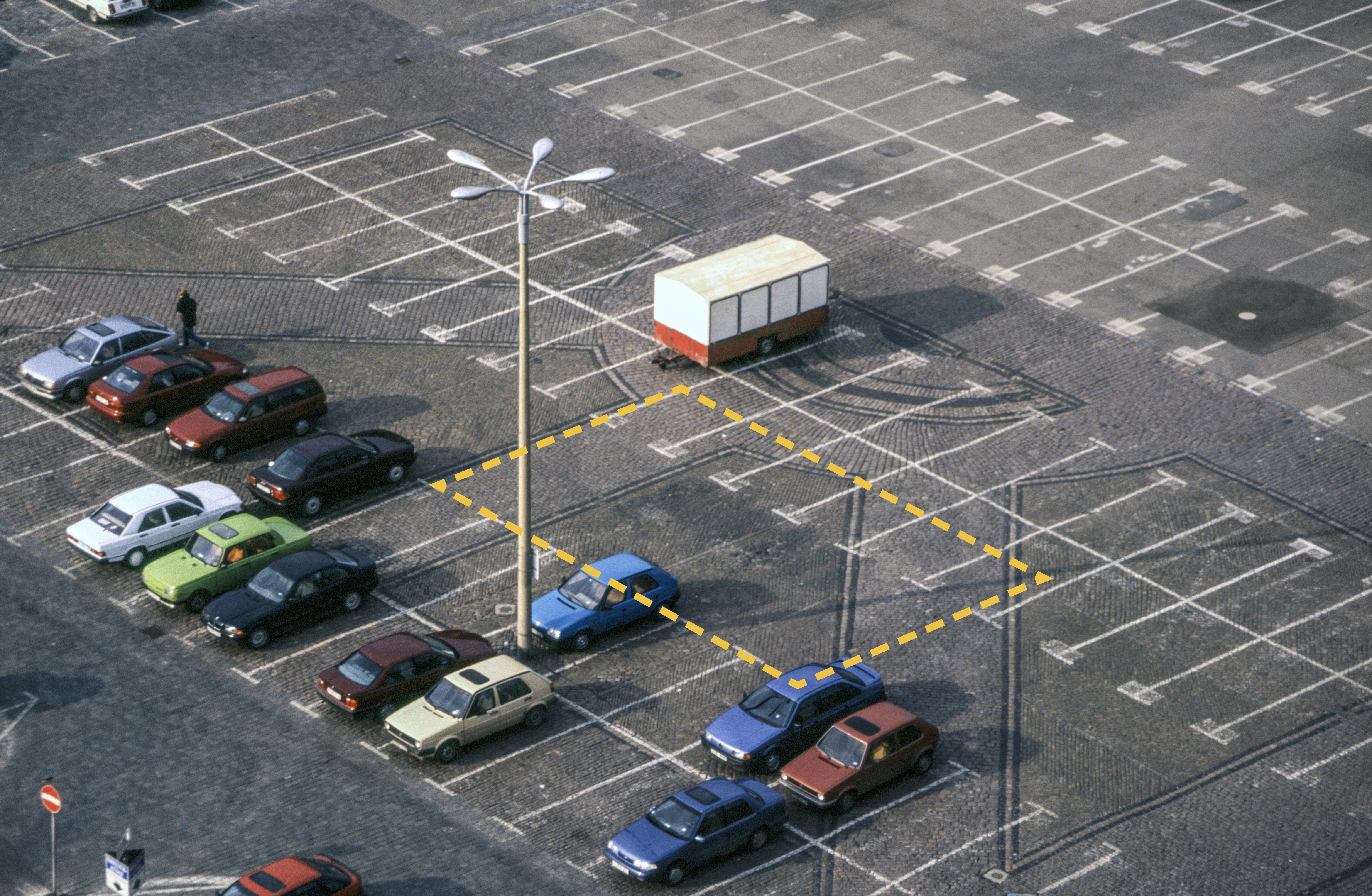
Der Altmarkt (Feb. 1994) mit der noch sichtbaren Brandstelle der Verbrennung der Leichen im Februar 1945

Während der Zeit des Zweiten Weltkrieges existierte auf dem Altmarkt ein großes Löschwasserbecken, dessen Position und Ausdehnung bei den archäologischen Grabungen aus Anlass des Baus der Tiefgarage im Jahre 2007/08 erfasst wurden. Dieses Bauwerk hatte große Teile des Platzes tiefgründig gestört. Gleichzeitig hatten sich unter ihm zwei Keller des mittelalterlichen Rathauses erhalten.
Nach den Luftangriffen vom 13. bis 14. Februar 1945 auf Dresden wurden auf dem Altmarkt die Leichen von 6865 Menschen verbrannt, woran heute eine Gedenktafel erinnert.

### Wiederaufbau nach dem Zweiten Weltkrieg

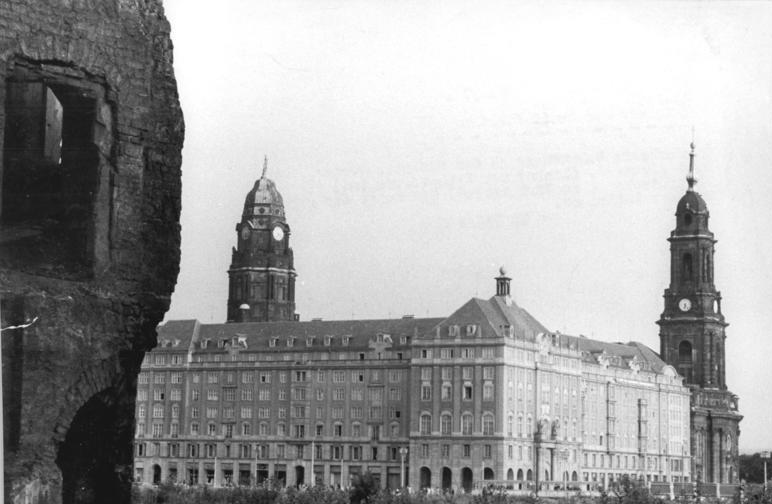
Ostseite des Altmarktes mit dem Haus Altmarkt an der Ecke

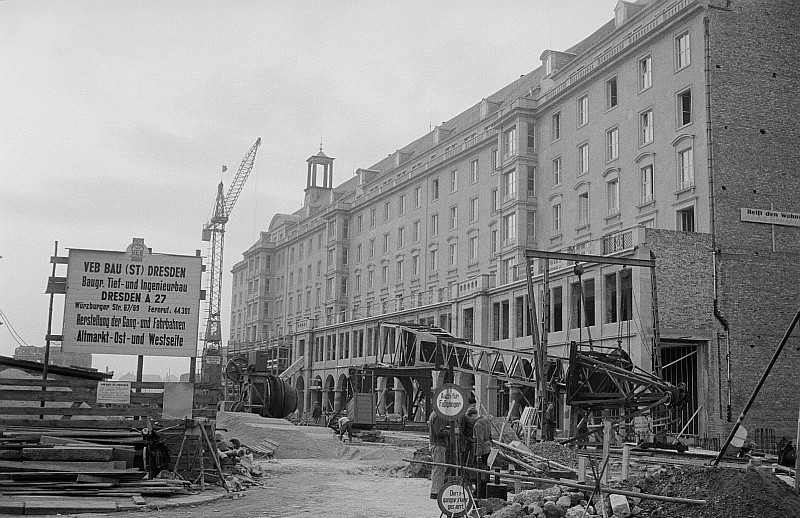
Neubebauung des Altmarktes an seiner Westseite (1954)

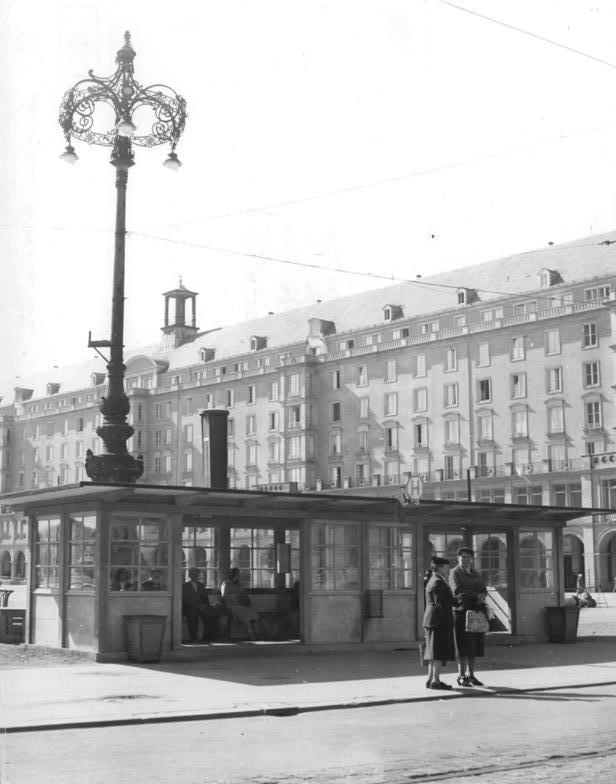
Die 1956 noch vorhandenen historischen Laternen des Altmarktes wurden dem Zeitgeist der 1960er geopfert.

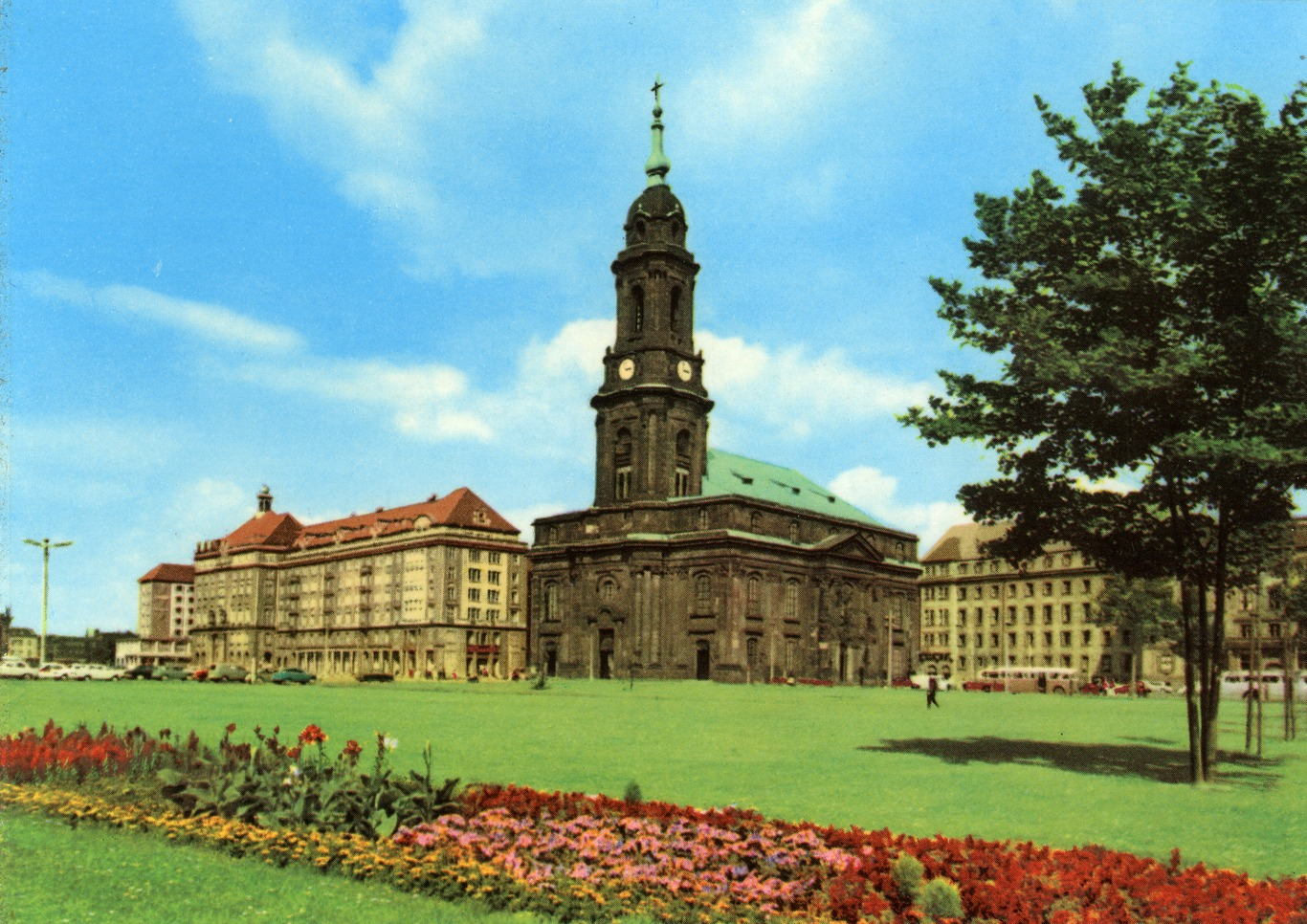
Der begrünte Altmarkt, 1963

Am 26. September 1952 wurde ein Altmarkt-Wettbewerb ausgeschrieben. Vorgegeben wurde eine Altmarktvergrößerung auf 20.000 m². Die Nordseite sollte eine Tribüne für die Stand- und Fließdemonstration erhalten. An der Südseite sollte ein Haus der SED und an der Nordseite ein Haus des Rates des Bezirks entstehen. Am 20. November 1952 tagte das Preisgericht, wobei Herbert Schneider den Hauptpreis erlangte. Schneider erhielt den Auftrag gemeinsam mit Johannes Rascher einen gemeinsamen, überarbeiteten Entwurf abzugeben. Zum Altmarkt-Wettbewerb erhob das Landesamt für Denkmalpflege Einspruch und meinte, dass die Hauptgesimshöhe am Altmarkt, auch „Festsaal der Stadt Dresden“ genannt, ursprünglich 18 m betragen hatte und die Höhe von 21 m nicht überschreiten dürfe. Damit sollten keinerlei ungünstige Überschneidungen mit den Türmen der Stadt erfolgen. In dem überarbeiteten Entwurf von Schneider und Rascher betrug die Firsthöhe 33 m; der Altmarktgrundriss wurde vergrößert, aber die Ostseite behielt die historische Fluchtlinie bei. Die Vergrößerung des Altmarktgrundrisses war der Tatsache geschuldet, dass die Grenzen der Altstadt im neuen Planungsgebiet des viel größeren, zentralen Bezirks aufgingen. Dieser Bezirk reichte jedoch vom Hauptbahnhof bis zum Platz der Einheit. Bei der Planung des Altmarktes wurde dessen Größe auf die Größe des 26er Rings (Zentraler Bezirk) und nicht wie ursprünglich auf die Fläche der historischen Altstadt (Zentrum) bezogen.
Bei der Versammlung der Architekten zur Beratung des Planes zum Neuaufbau von Dresden im Dezember 1953 wurden die Entwürfe von Herbert Schneider mit den größeren Maßstäben des Altmarktes gelobt. Zur Begründung lautete es:

„Aus dem auf der Konferenz gezeigten Stadtkompositionsplan geht hervor, dass in Dresden die Unterscheidung zwischen Zentralem Bezirk und Zentrum nicht gerechtfertigt ist. Das Zentrum und der zentrale Bezirk fallen zusammen. Sie werden südlich vom Hauptbahnhof und nördlich durch den Platz der Einheit begrenzt. In dieser Konzeption muss auch der Maßstab des Altmarktes […] bejaht werden.“

Die Grundsteinlegung für den Wiederaufbau des Altmarkts nahm Walter Ulbricht am 31. Mai 1953 vor. Die Gestaltung erfolgte nach Plänen von Herbert Schneider, seit 1953 Chefarchitekt der Stadt Dresden, und Johannes Rascher:

„Die Entwürfe der Architekten Schneider und Rascher beweisen, dass es möglich ist, die historischen Baudenkmäler den Neubauten so maßstabgerecht einzugliedern, dass die Gesamtkomposition Dresden seinen alten Ruhm als Kunststadt sichern wird.“

Im Sinne des damaligen Kulturprogramms wurde 1951 gemäß den „16 Grundsätzen zum Städtebau“ in einem das „Nationale Kulturerbe fortführenden Baustil“ gebaut. Resultat war der 1953 erfolgte Wiederaufbau des Altmarkts im Baustil des Sozialistischen Klassizismus, der historisierend den Dresdner Barock zitiert. Die barockisierende Ostseite des Platzes und dessen palastartig komponierte Westseite (Architekt Gerhard Guder) bezeichnete Jürgen Paul 1997 als die städtebaulich schönste Bebauung der Innenstadt. Bemerkenswert sind dabei die denkmalgeschützten Gebäude Haus Altmarkt, Ex-Warenhaus Centrum und Café Prag.
Die Kreuzkirche wurde wiederhergestellt und konnte 1955 wieder eingeweiht werden.
Alle anderen Gebäude sind neu errichtet worden. Auf der Nordseite des Altmarkts, über die Wilsdruffer Straße hinweg wurde 1966–1969 der Kulturpalast im schmucklosen Stil der internationalen Moderne als Solitärbau erbaut, der mit der (neo)barocken Umgebung kontrastiert. Die Südseite des Altmarkts war bis zur Wende eine Grünfläche. In den beiden darauffolgenden Jahrzehnten entstanden mehrere Gebäude neu, sodass zwischen dem Platz An der Kreuzkirche und der Seestraße, nur durch die wieder eingerichtete Schreibergasse unterbrochen, eine geschlossene Bebauung entstand.

## Heutige Bebauung und Nutzung

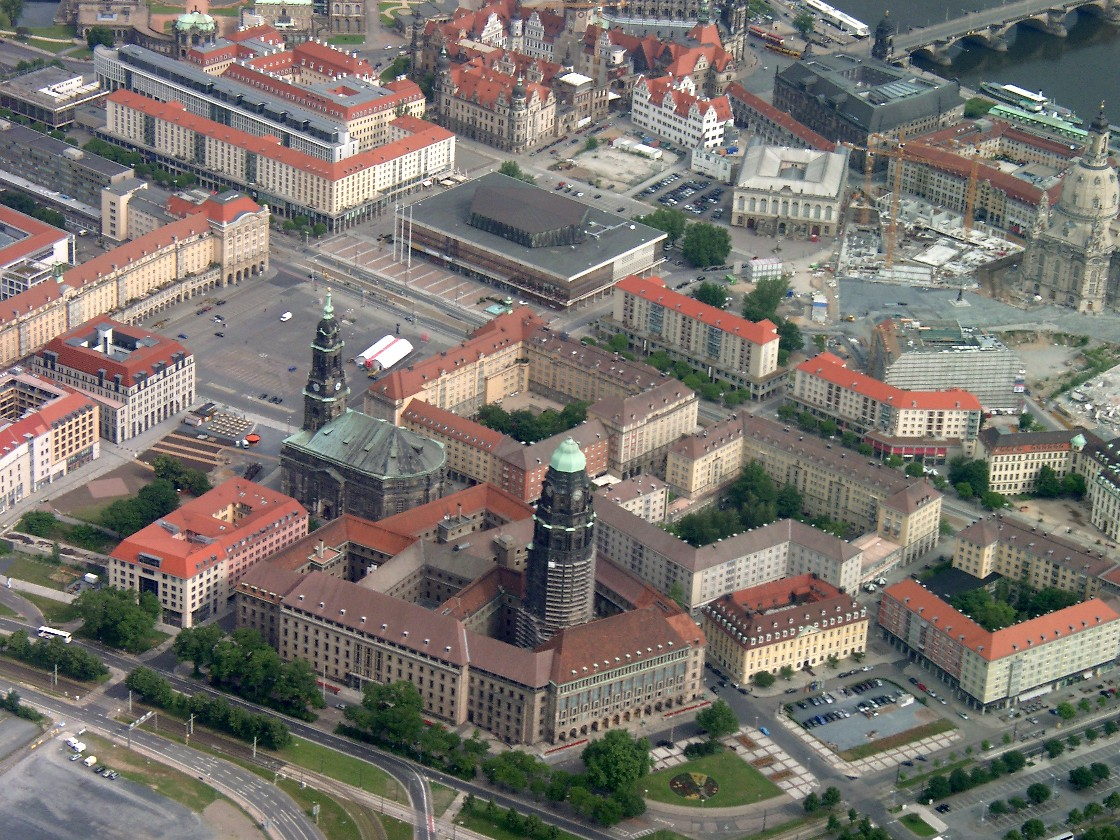
Luftbild vom Altmarkt und dem angrenzenden Neumarkt und Residenzschloss, Juni 2006

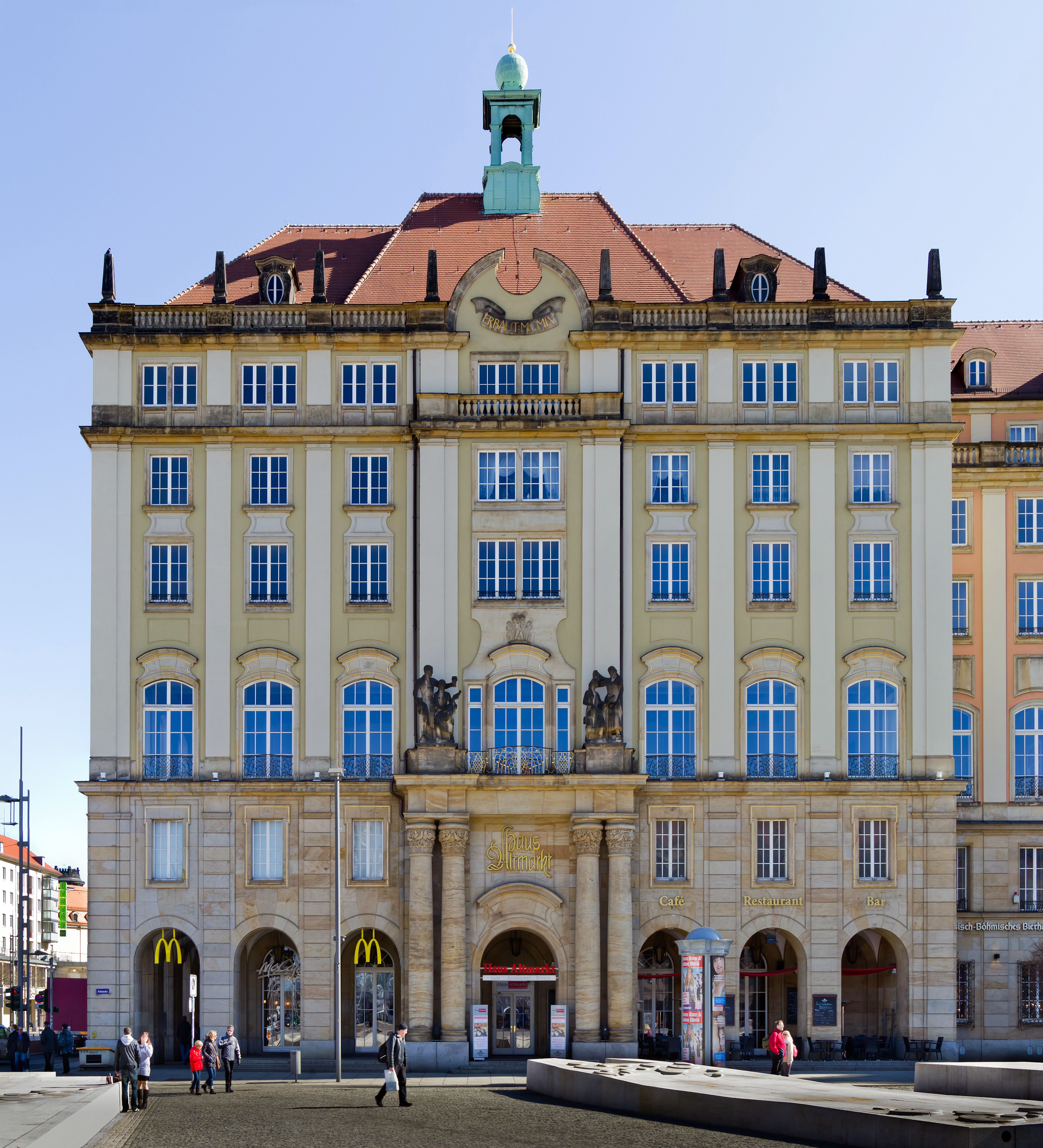
Haus Altmarkt (Altmarkt 1), barockisierende Fassade zum Altmarkt. Links die Wilsdruffer Straße

Der Altmarkt befindet sich auf der Nord-Süd-Achse Hauptbahnhof–Prager Straße–Schloßstraße–Augustusbrücke. Im Norden begrenzt ihn die Wilsdruffer Straße, die Straßen im Westen (als Verlängerung der Seestraße), Süden und Osten werden als Altmarkt geführt.
Das markanteste Gebäude am Altmarkt ist die 92 Meter hohe Kreuzkirche. Durch die Wiederbebauung der südlichen Grünfläche zeigt sie – wie vor dem Krieg – nur mit einer Ecke zum Altmarkt.
Auf der Südseite befinden sich Gebäude mit Läden und Cafés, darunter das 1999/2000 errichtete Geschäftshaus Altmarkt 10. Ein weiteres Haus wurde 2009/2010 gebaut, in dem seit der Fusion von Dresdner Bank und Commerzbank die einzige verbliebene Dresdner-Bank-Filiale Deutschlands untergebracht ist.
Auf der Seestraße an der Westseite befand sich das bekannte Café Prag, das allerdings über die Jahre seinen hohen Status nicht halten konnte und im September 2007 schließen musste. In den Jahren 2012/2013 zu einer Markthalle umgebaut, eröffnete das Haus im Dezember als Markthalle Café Prag wieder. Im Straßenverlauf folgen weitere Geschäfte, nach denen die Seestraße an der nordwestlichen Ecke des Altmarkts mit dem Altbau des Centrum Warenhauses endet; dieses zog von hier nach Fertigstellung des Blechwürfels auf die Prager Straße um. Danach befand sich bis 2001 das Möbelhaus intecta in dem Gebäude. Es wurde letztlich bei der Vergrößerung der Altmarkt-Galerie in diese einbezogen und stellt seit 2011 deren markanten Kopfbau am Altmarkt dar.
Die Webergasse führte vom Altmarkt zum Antonsplatz. Die hier um 1960 nach Plänen von Wolfgang Hänsch als Fußgängerzone errichtete Ladenstraße wurde am Ende der 1990er Jahre abgerissen. Das Areal wurde großflächig mit der 2002 eröffneten Altmarkt-Galerie der Deutschen EuroShop überbaut, so dass die Webergasse seither keine durchführende Straße mehr ist.
Die Nordseite wird vom gegenüber liegenden Kulturpalast bestimmt. An der Ostseite befindet sich der Gebäudekomplex Altmarkt 4–6 / Wilsdruffer Straße 15–21, dessen Ecke durch das sogenannte Haus Altmarkt betont wird.
Auf der Wilsdruffer Straße befindet sich die Straßenbahnhaltestelle Altmarkt der DVB-Linien 1, 2 und 4. Die Haltestelle Prager Straße ist ungefähr 150 Meter entfernt.
Während der meisten Zeit des Jahres wurde der Altmarkt lediglich als Parkplatz genutzt, sofern er nicht für Veranstaltungen gesperrt war. Nachdem 2007/2008 unter dem Platz eine Tiefgarage gebaut wurde, ist er nicht mehr zum Parken freigegeben.
Neben Einzelveranstaltungen sind hier besonders die Verkaufsmärkte wie beispielsweise das Dresdner Herbstfest zu nennen. Das Wichtigste ist aber der weltbekannte Dresdner Striezelmarkt, der jedes Jahr im Dezember stattfindet. Dann stehen mitten auf dem Altmarkt der riesige Weihnachtsbaum und die 14 Meter große Stufenpyramide.
Des Weiteren wird der Altmarkt bei städtischen Großveranstaltungen genutzt, so beim Stadtfest oder beim Dixieland-Festival.
Von April 2022 bis Oktober 2023 wurde der Altmarkt für ca. 13 Millionen Euro erneuert (Pflaster, Leitungssystem). Es wurden auf der Westseite zwanzig 6 Meter hohe Trompetenbäume gesetzt werden, die mit dem Innenstadtklima gut zurechtkommen.

## Bilder

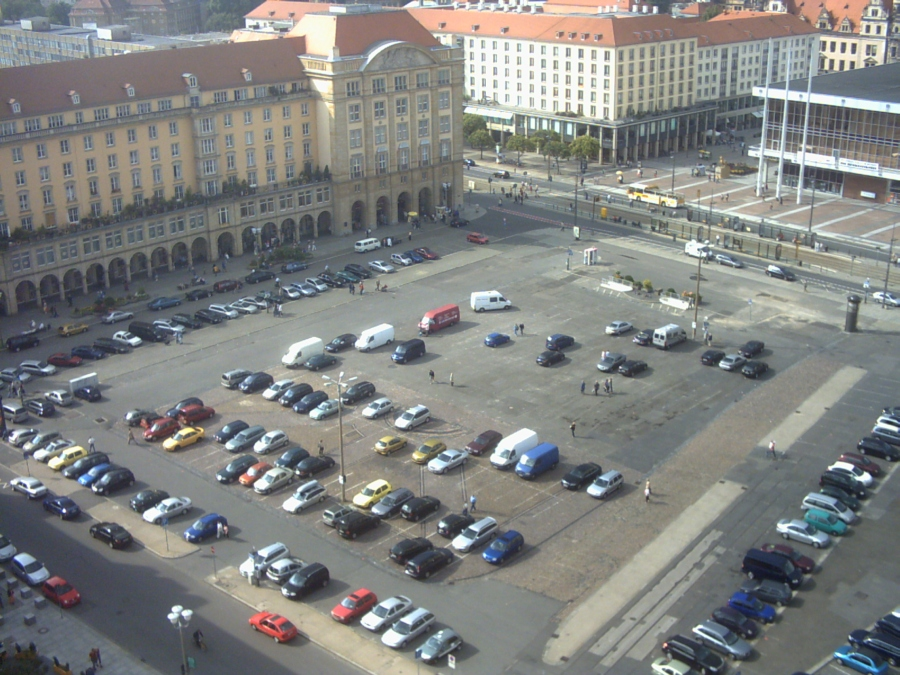
Blick von der Kreuzkirche auf den Altmarkt (2006) vor seiner Neugestaltung: Nutzung als Parkplatz
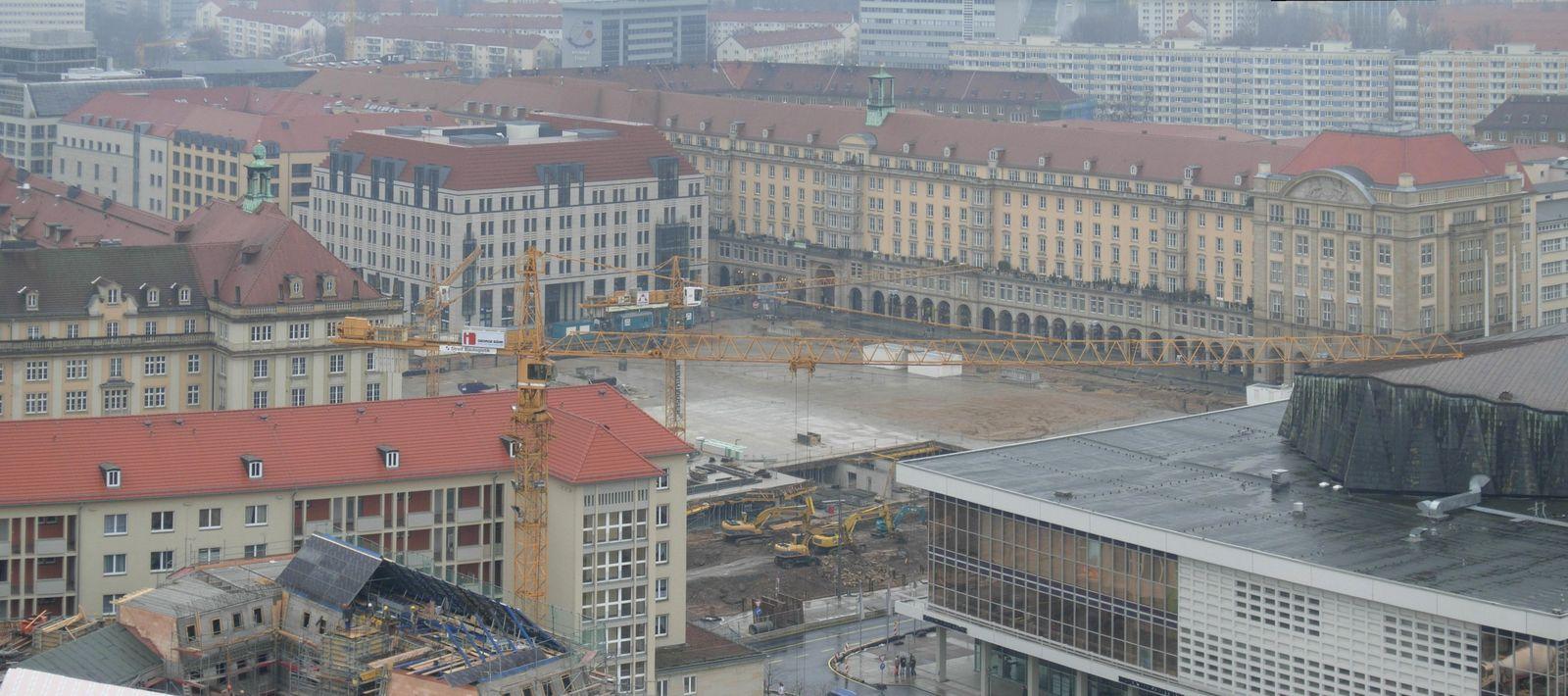
Altmarkt während des Baus der Tiefgarage, März 2008
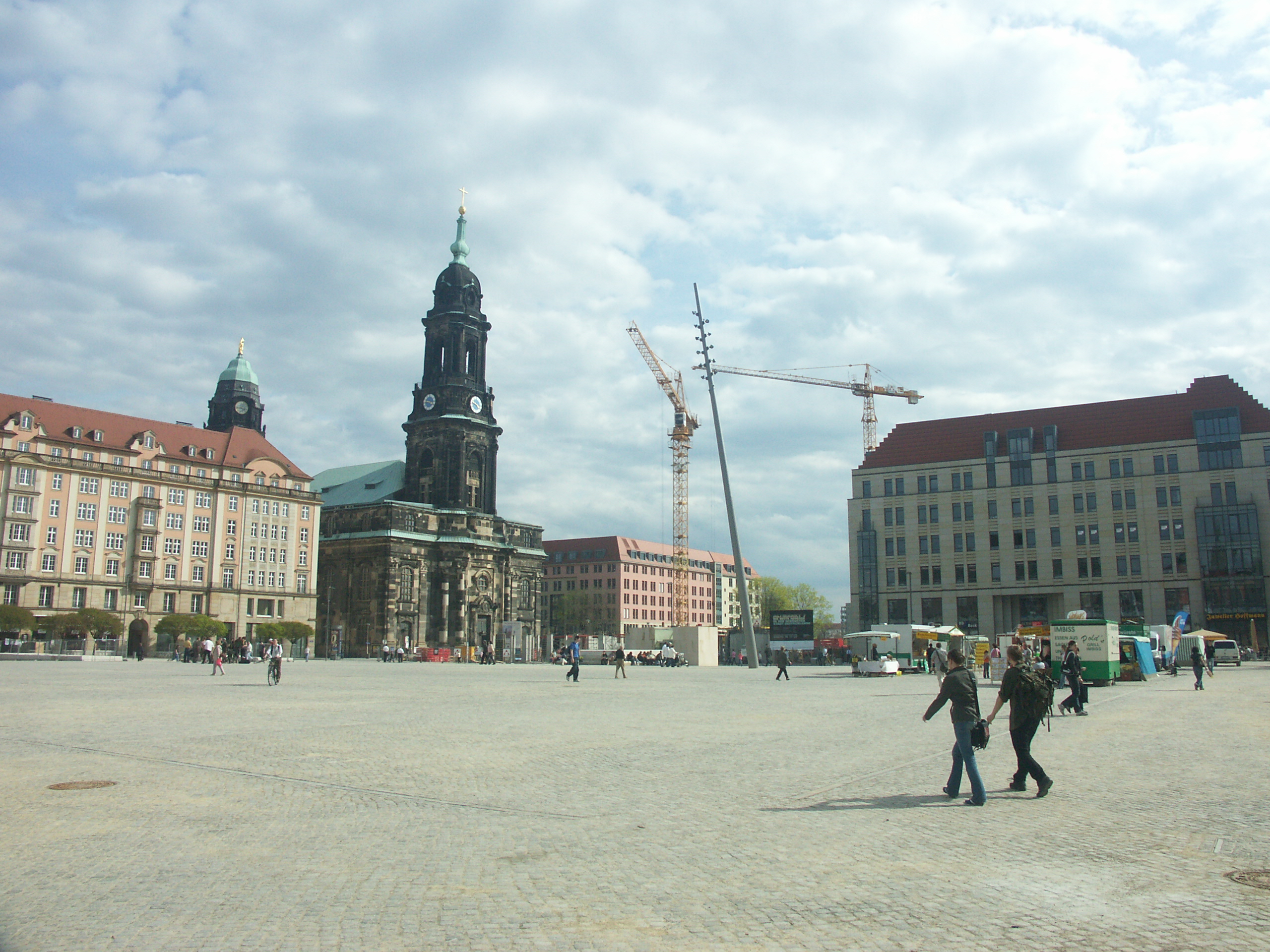
Altmarkt nach Bau der Tiefgarage, April 2009
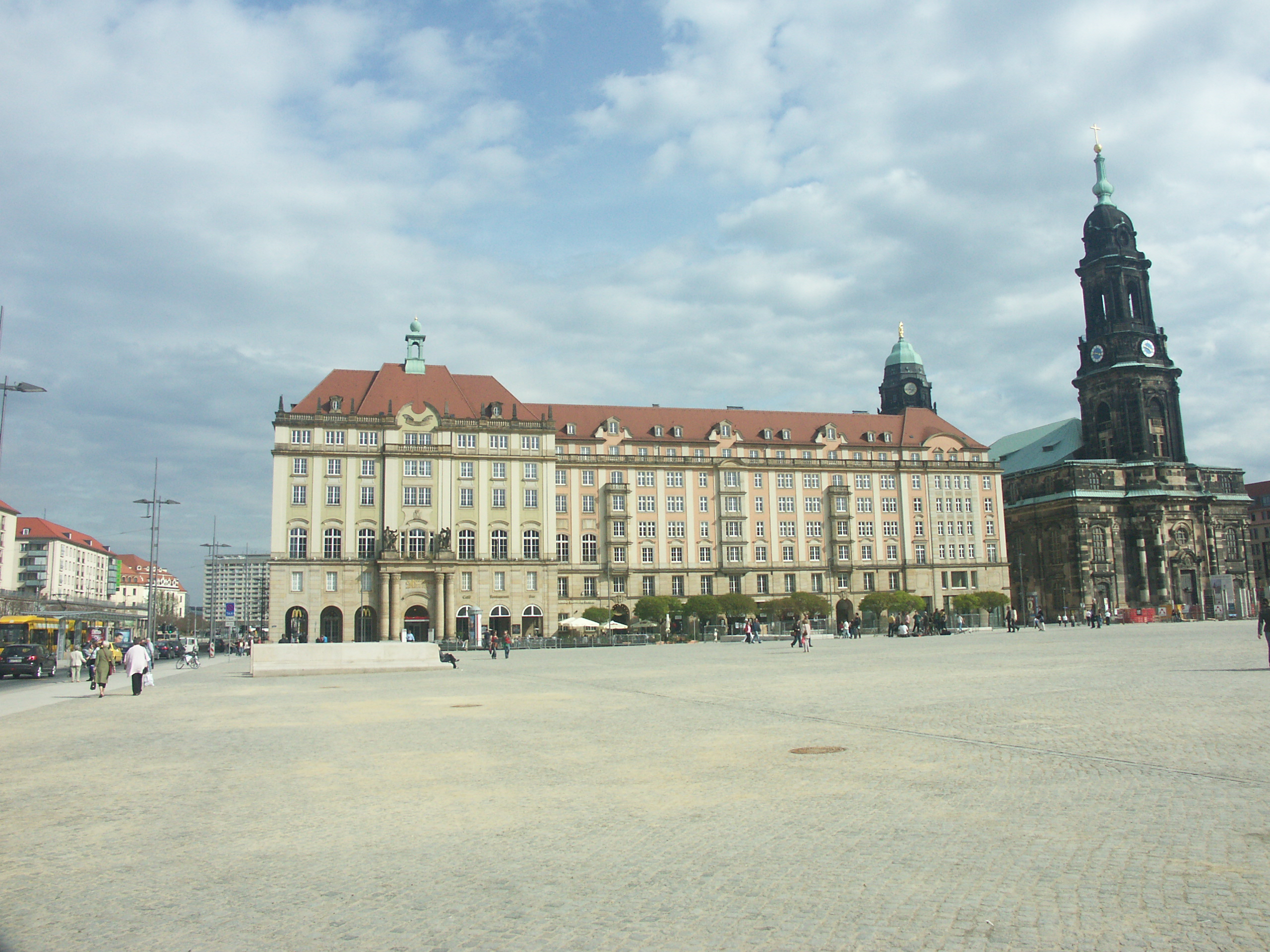
Westseite 2009
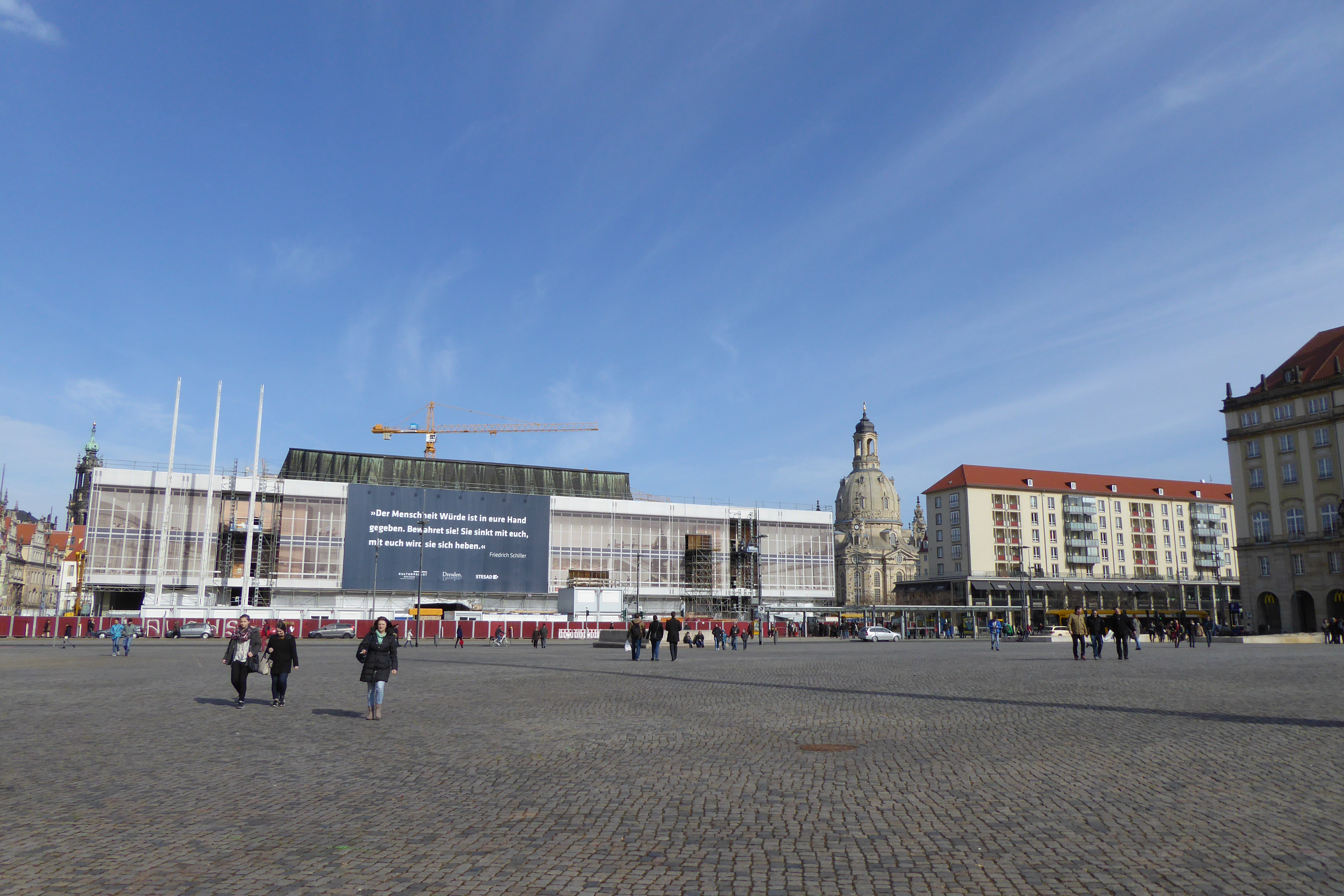
Blick über den Altmarkt zum Kulturpalast, dahinter die bis 2005 wiederaufgebaute Frauenkirche
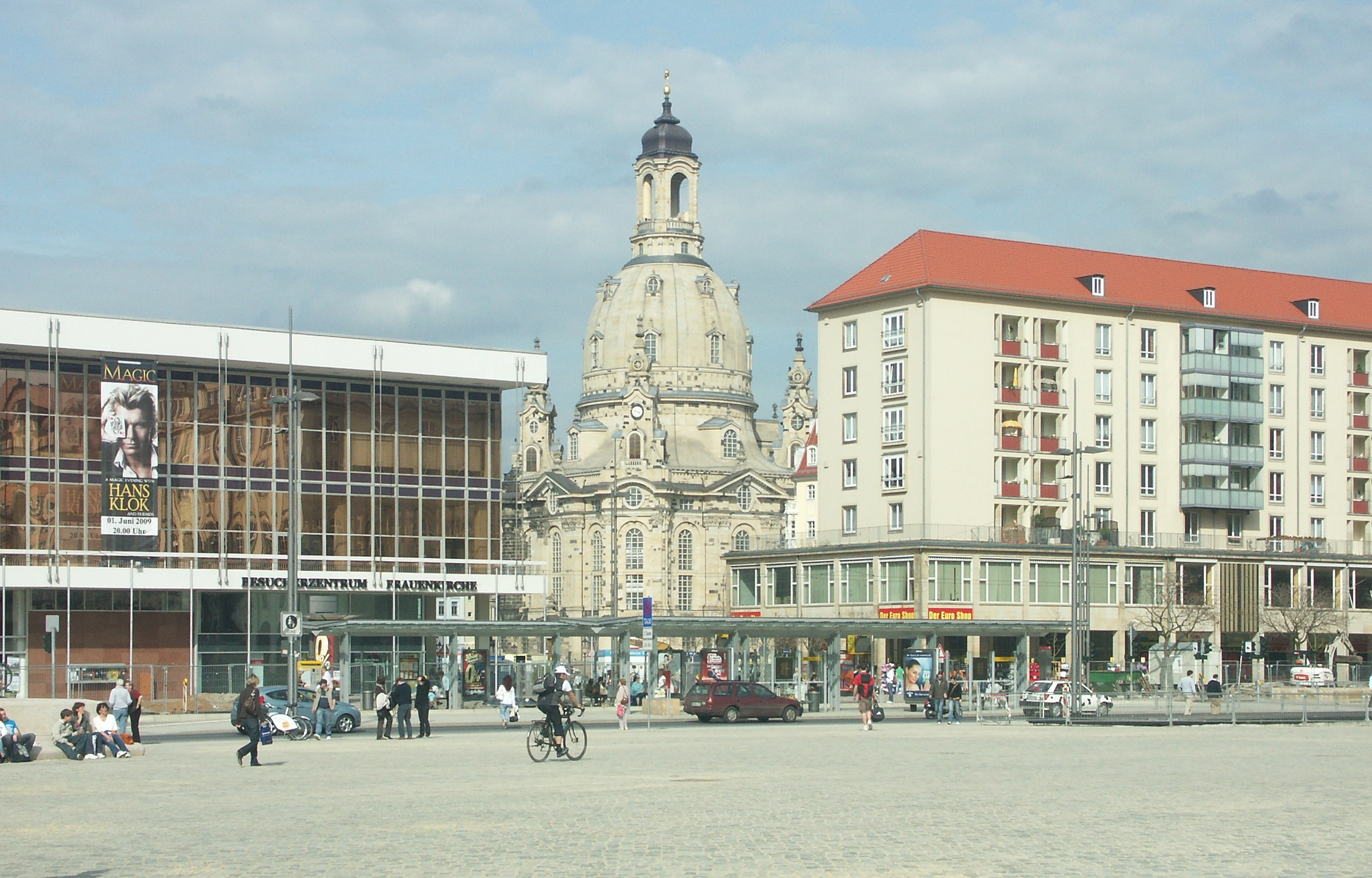
Straßenbahn-Haltestelle Altmarkt mit Durchblick zur Frauenkirche
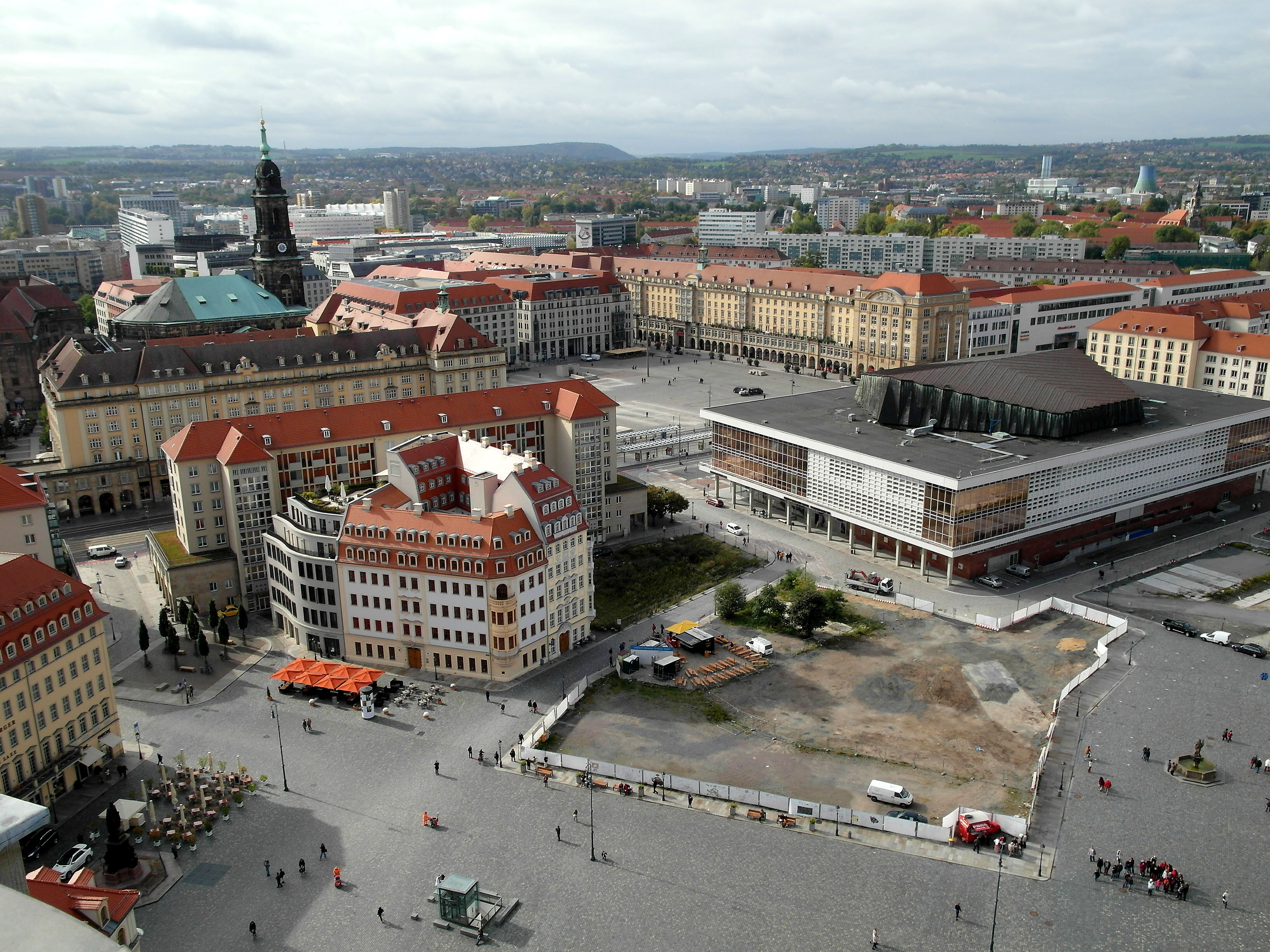
Blick von der Frauenkirche über den wiederentstehenden Neumarkt und Altmarkt, 2012
Neupflasterung des Altmarkt 2023

## Gedenktafeln

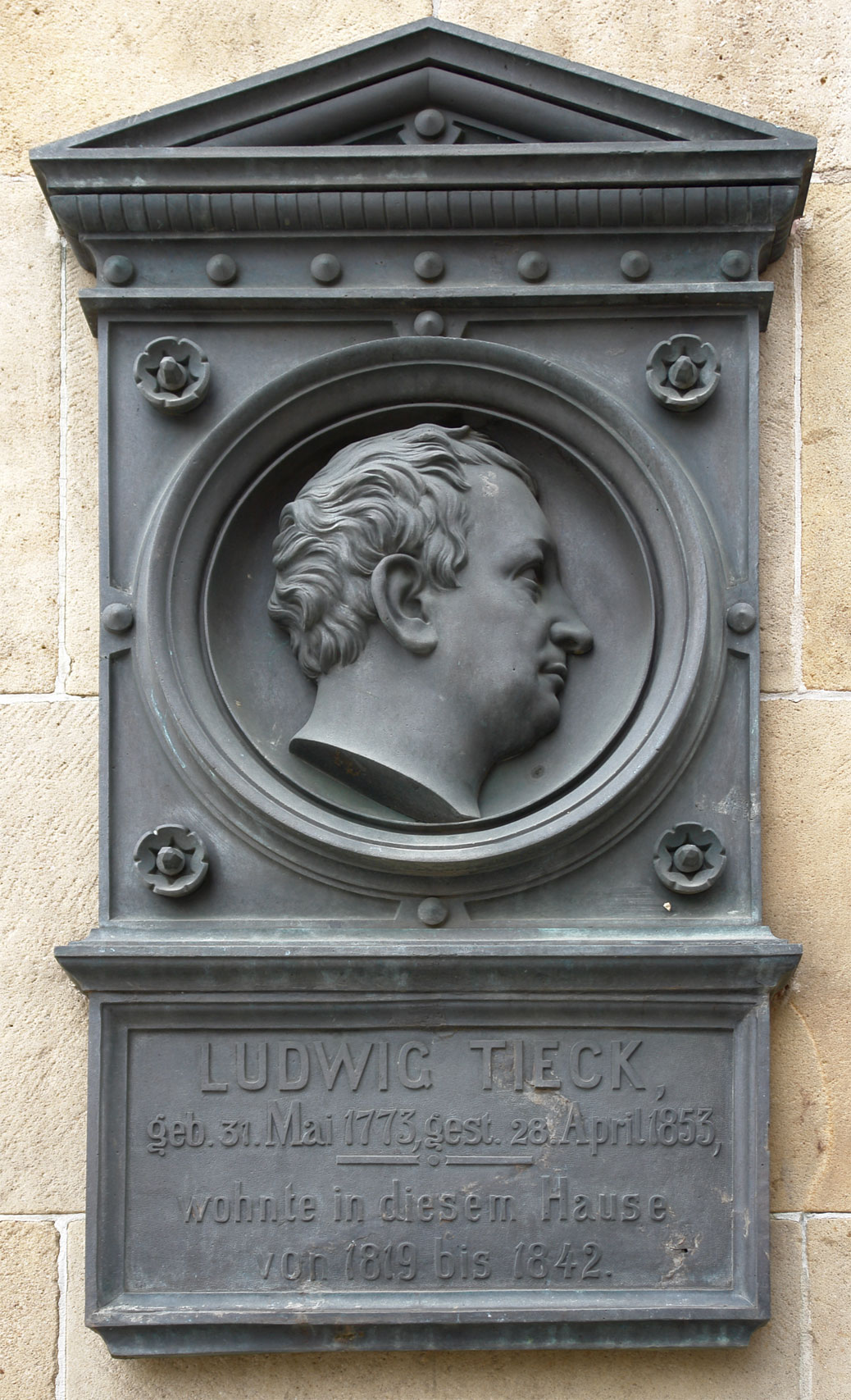
Gedenktafel für Tieck

An der Ostseite Ecke Altmarkt/Kreuzstraße ist eine Gedenktafel am Standort des ehemaligen Wohnhauses von Ludwig Tieck angebracht. Die Bronzetafel schuf Ernst Hähnel im Jahr 1874; sie misst (B × H) 60 mal 120 Zentimeter.
An der Nordwestecke des Altmarkts erinnert eine bronzene Gedenktafel an den Dresdner Maiaufstand im Jahr 1849. Geschaffen wurde sie von Martin Hänisch. Zwei weitere Gedenktafeln zum Thema Maiaufstand befinden sich an der Schlossstraße 7 und an der Ostseite des ehemaligen Zeughauses (das heutige Albertinum) am Tzschirnerplatz. Ebenfalls an der Westseite des Platzes am Eingang zur Webergasse gibt es eine Gedenktafel zur Grundsteinlegung des Wiederaufbaus des Marktes.

Gedenkschild Altmarkt Dresden – Walter Ulbricht – Programm Kurs 80/20 vom 31. Mai 1953
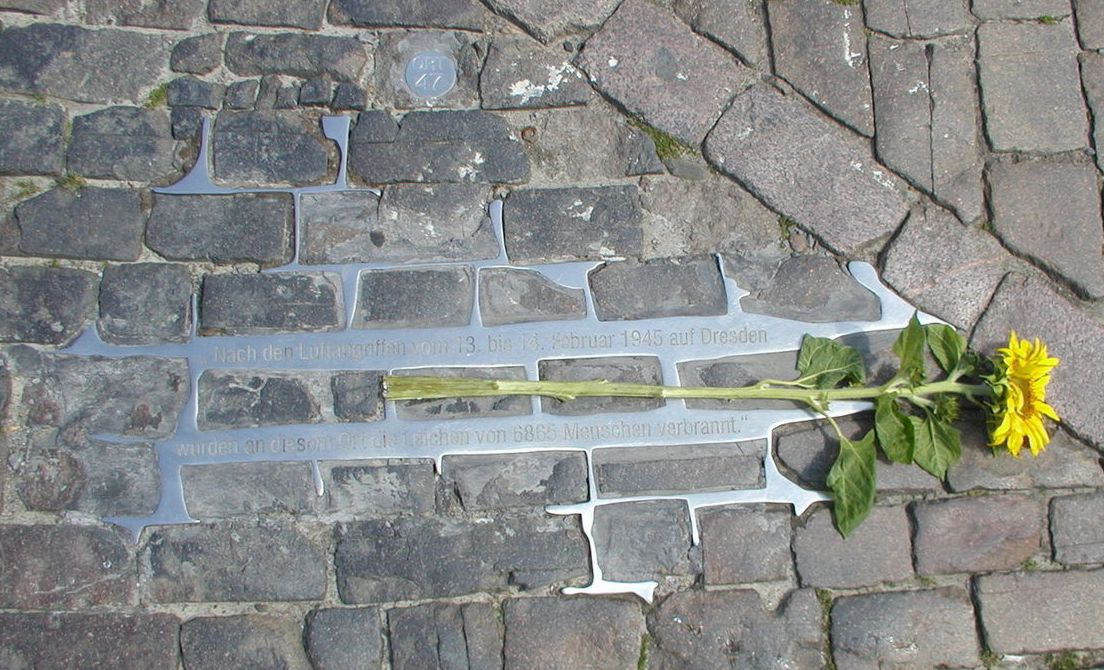
Gedenktafel für die Luftangriffe

In die Pflastersteindecke des Altmarkts wurde im Jahr 2005 eine filigrane, doch vollflächig begehbare, kleine Gedenkstätte zur Erinnerung an die Luftangriffe vom 13. und 14. Februar 1945 eingelassen. Im Metallguss in den Pflasterfugen findet sich vertieft die zweizeilige Inschrift: „Nach den Luftangriffen vom 13. bis 14. Februar 1945 auf Dresden wurden an diesem Ort die Leichen von 6865 Menschen verbrannt.“ Das Mahnmal wurde im Zuge der Umgestaltung des Altmarkts (Tiefgaragenbau) um 2008 wieder hergestellt.

Bis zum Januar 2024 befand sich auch eine weitere Gedenkinschrift auf einer großen Sandsteinbank:
„Dies ist ein Ort der Mahnung, des Erinnerns und Gedenkens. Hier wurden die Leichname tausender Opfer der Luftangriffe des 13. und 14. Februar 1945 verbrannt. Damals kehrte der Schrecken des Krieges, von Deutschland aus in alle Welt getragen, auch in unsere Stadt zurück.“
Dieser Text wurde ohne vorheriger Information der Bevölkerung von der Stadt abgefräst und so entfernt, was für große Betroffenheit und Unverständnis sorgte.
Die Gedenktafel Walter Ulbricht – Aufbau Altmarkt Dresden – Kurs 80/20 – befindet sich an der Eingangsseite Altmarkt zur Altmarktgalerie. Die Grundsteinlegung der Häuserzeile Altmarkt fand am 31. Mai 1953 statt.